# Serra minera de Cartagena-La Unión
La serra minera de Cartagena-La Unión és una formació muntanyenca que s'estén en direcció est-oest al llarg de 26 km de costa des de la ciutat de Cartagena fins al cap de Palos, passant pel terme municipal de La Unión, en la Regió de Múrcia (Espanya). La seva màxima elevació es produeix en el turó del Sancti Spíritus a la rodalia de Portman a 431 m d'altitud.
Aquesta serra va ser intensament explotada per les seves mines de plata i plom i altres minerals metàl·lics en l'antiguitat. El control sobre aquests recursos miners va ser una de les principals causes de l'establiment dels cartaginesos en el sud d'Espanya i de la ulterior ocupació romana. La prosperitat generada per la mineria va fer de la ciutat de Carthago Nova, actual Cartagena, una de les més florents de la Hispània romana, fins que a la fi del segle i l'esgotament dels millors jaciments, unit a l'escassa tecnologia romana, van determinar el seu abandó.
Les mines no es van tornar a posar en explotació fins que, al segle xix, les noves tecnologies industrials van permetre fer de nou rendible la producció de mineral en la serra de Cartagena, i es va produir un nou auge de la mineria i indústries relacionades. Després de la Guerra Civil Espanyola es va passar a una explotació extensiva a cel obert que va generar greus problemes mediambientals fins al cessament definitiu de les activitats mineres en 1990.
Com a conseqüència d'aquest dilatat procés històric d'explotació industrial, el paisatge de la serra de Cartagena-La Unión està marcat i transformat per segles d'intensa activitat humana i atresora valuosos testimoniatges culturals, arqueològics i industrials del seu passat miner. Per totes aquestes raons, ha estat declarada Bé d'Interès Cultural (BIC) amb la categoria de lloc històric.

## Origen geològicc

### Orogènesi de la serra minera

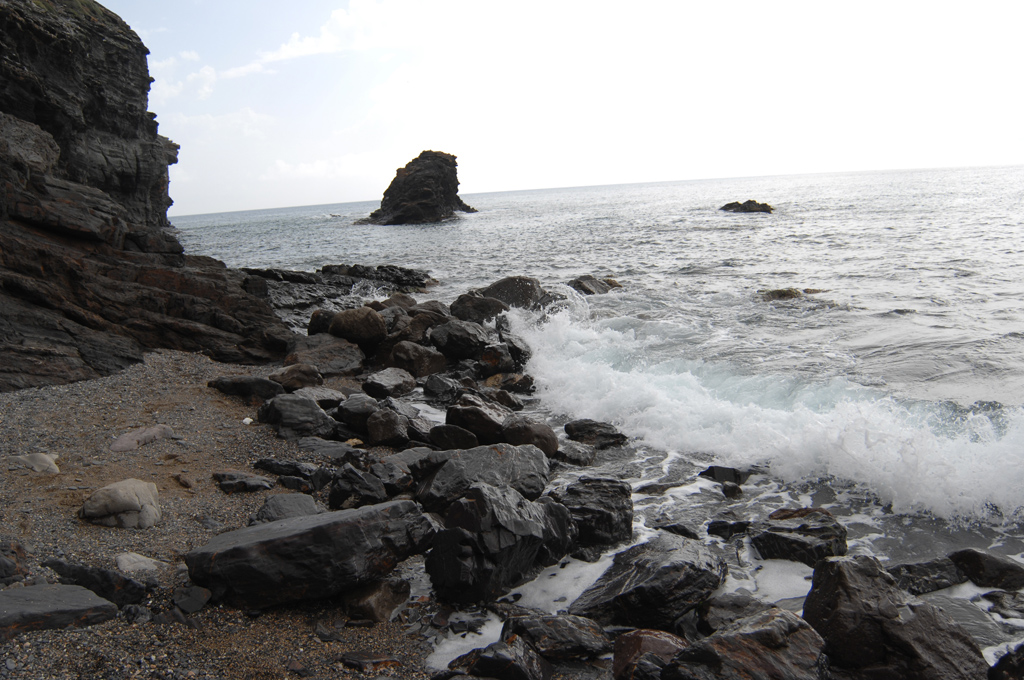
Esquists paleozoics al cap de Palos.

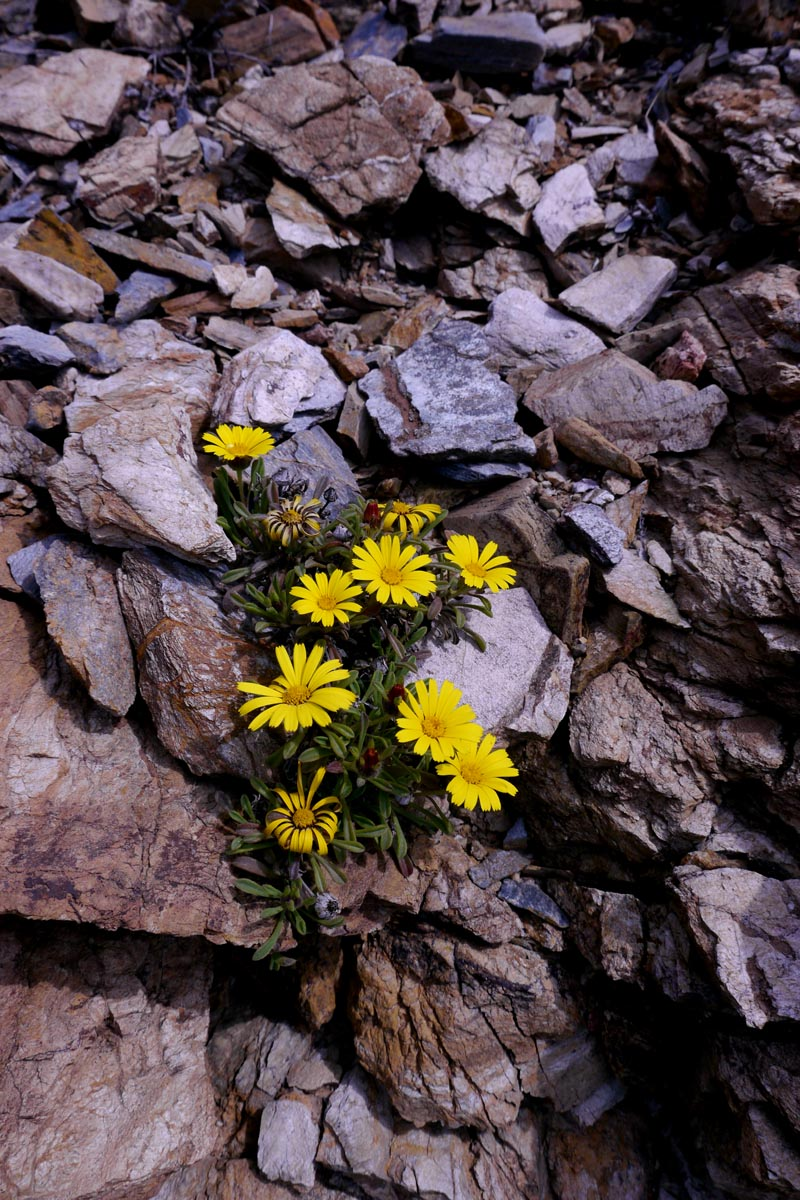
Pallenis maritima sobre micaesquists paleozoics en El Gorguel.

La serra minera forma part dels últims contraforts orientals de les Serralades Bètiques, sorgides en el Cenozoic durant la denominada orogènesi alpina, per col·lisió de la microplaca mesomediterrània amb la placa ibèrica. Geològicament la serra minera està composta per dues unitats tectòniques superposades:
- Una molt antiga pertanyent al complex nevat-filàbrid, originada durant el Paleozoic i composta per materials metamòrfics, micaesquistos principalment. Aflora en forma de roques d'aspecte pissarròs molt fosc a la zona més oriental de la serra, a l'entorn de Calblanque, Cala Reona i Cap de Pals.[5]

- Una altra secció més moderna, formada durant el Triàsic i corresponent al complex alpujàrrid que se superposa en forma de mantell a l'anterior. Està composta per roques metamòrfiques i sedimentàries, sobretot calcàries. Sorgeix en el centre de la serra, a la Muntanya de les Cenizas, i s'estén cap a l'oest per la zona de Portmán, La Unión, la serra de la Fausilla i arriba fins al port de Cartagena.[6]

### Origen volcànic dels jaciments minerals
Durant el Miocè superior, el Camp de Cartagena va sofrir un dels episodis més recents de vulcanisme de la península Ibèrica. Fa uns set milions d'anys van començar a produir-se nombroses erupcions volcàniques en tota la zona, de les quals són restes les illes del Mar Menor, l'illa Grosa, El Carmolí o el Cabezo Beaza. Les últimes erupcions es van produir fa només un milió d'anys en el Cabezo Negre de Tallante.
Associats a aquesta activitat volcànica es van generar potents processos hidrotermals en els quals l'aigua procedent de l'interior de la terra, amb presència de minerals dissolts i sotmesa a fortes pressions i altes temperatures, va precipitar aquests minerals en les falles i cavitats de la serra i va donar lloc a rics filons de minerals metàl·lics.

### Jaciments minerals
Els principals jaciments de la serra estan constituïts per minerals metàl·lics com la galena, la blenda, la pirita, la calcopirita i la magnetita.
De la transformació d'aquests minerals s'ha produït en diferents èpoques en les mines de Cartagena i La Unión: 
- Plata: explotada des de temps immemorials, va ser el mineral més buscat de la serra en l'antiguitat.

- Plom: extret i comercialitzat també en l'antiguitat i als segles xix i xx.

- Zinc: començat a ser explotat des de la meitat del segle xix.

- Ferro: produït a partir dels òxids de fèrrics (Hematites i Goethita) des de finals del segle xix.

## Les mines de Cartagena en l'antiguitat

### Primeres evidències arqueològiques de l'explotació i el comerç de minerals

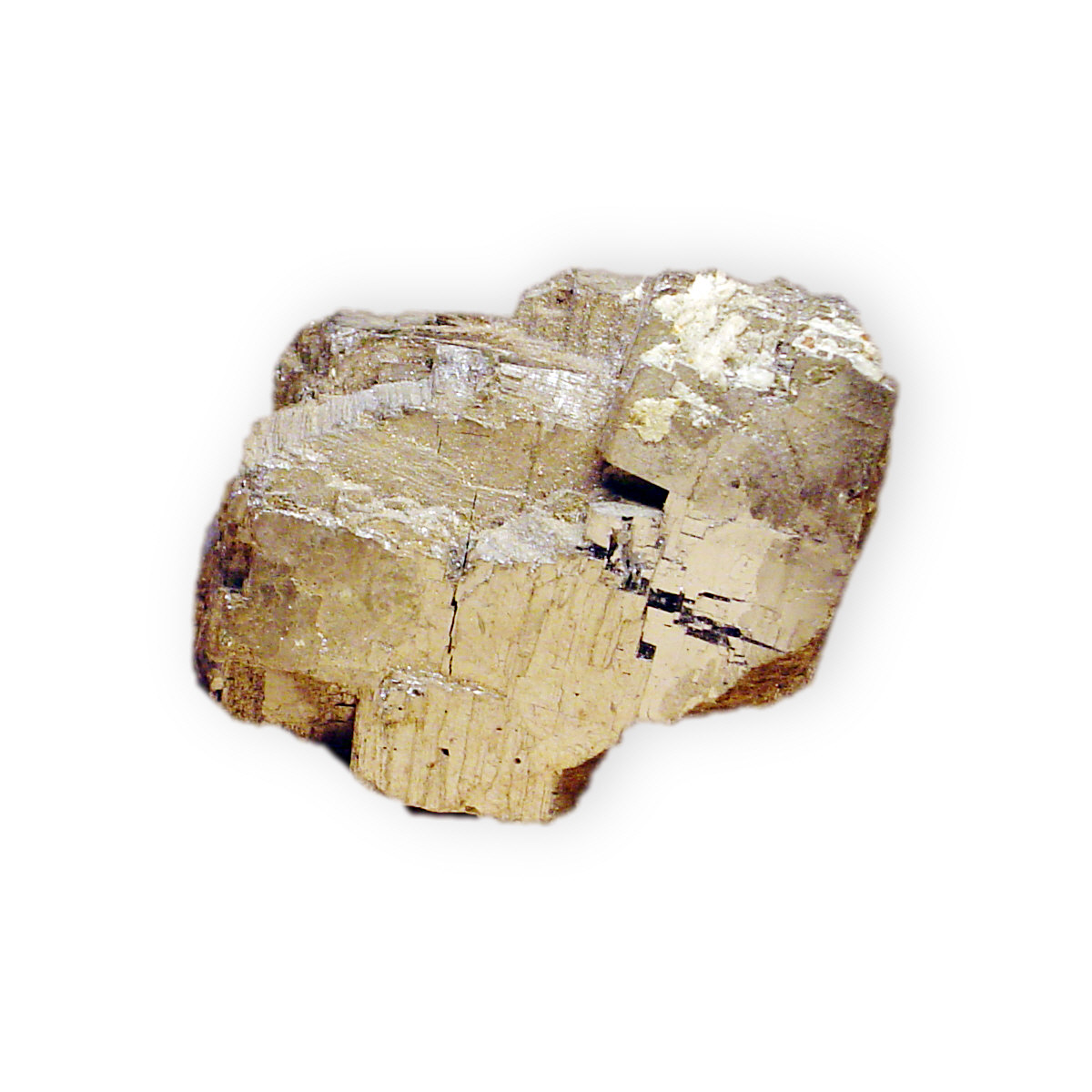
Galena.

Les primeres evidències arqueològiques d'explotació minera en el sud-est procedeixen dels nombrosos derelictes d'origen fenici que testifiquen intercanvis comercials de productes miners amb orient des del segle vii aC. Prova d'aquest tràfic comercial és, per exemple, el carregament d'un vaixell fenici enfonsat oposat en l'Illa Grosa, prop del cap de Palos, compost per lingots de plom i estany juntament amb manufactures púniques i uns ullals d'elefant amb inscripcions fenícies. Aquest carregament es conserva en l'ARQUA: Museu Nacional d'Arqueologia Subaquàtica i Centre de Recerques Submarines de Cartagena.
Un jaciment excepcional que també s'exposa en el Museu Nacional d'Arqueologia Subaquàtica és el dels vaixells fenicis de Massarró, els que els carregaments de plom, encara que no procedeixen exactament de la zona minera de Cartagena, demostra l'existència d'explotacions mineres a la regió des del segle vii aC
La primera constància arqueològica d'un assentament dedicat a l'explotació minera de la serra data de l'època ibèrica, ja que al poble de Los Nietos, al costat del Mar Menor, es va descobrir en els anys seixanta un poblat que en el segle IV aC exercia el paper de base comercial de la zona en la qual s'intercanviaven productes derivats de la mineria per mercaderies procedents de Grècia, Campània i el Mediterrani oriental.

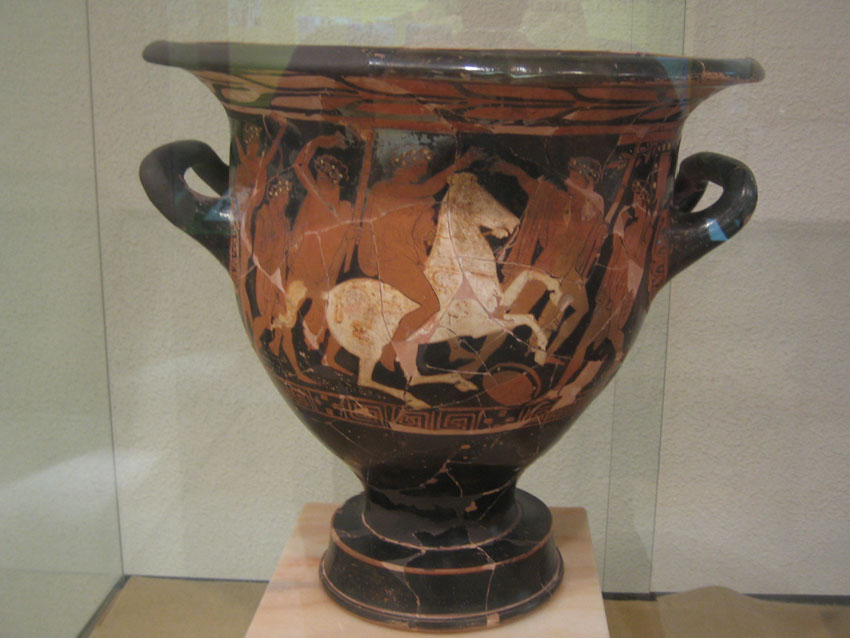
Cràtera grega del poblat miner ibèric de Los Nietos. Museu Arqueològic Municipal de Cartagena.
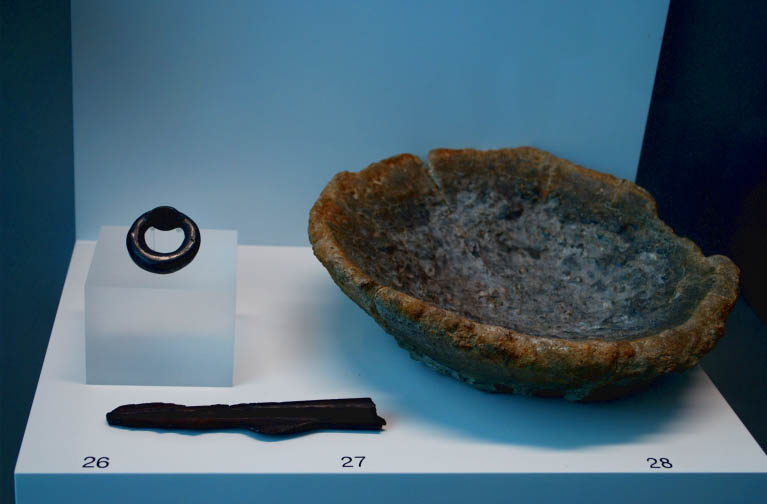
Torta de mineral de plom procedent del derelicte dels vaixells fenicis de Massarró. ARQUA: Museu Nacional de Arqueologia Subaquàtica i Centre d'Investigacions Submarines.
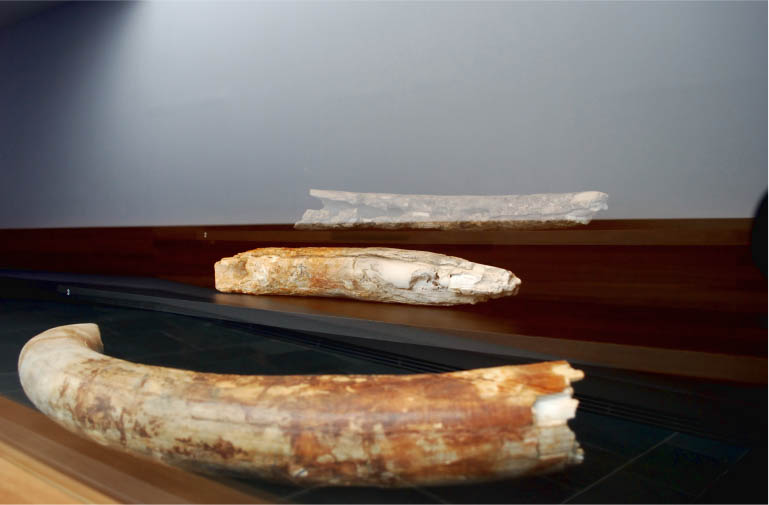
Ullals d'elefant amb inscripcions fenícies. ARQUA: Museu Nacional de Arqueologia Subaquàtica i Centre d'Investigacions Submarines.

### El domini cartaginès sobre les mines de Cartagena
Segons alguns historiadors, com el conegut arqueòleg Adolf Schulten, l'establiment dels cartaginesos en el sud-est de la Península i la fundació de la ciutat de Qart Hadasht, l'actual Cartagena, en 227 aC per Àsdrubal el Bell va tenir com a objectiu principal el control de la riquesa generada per les mines de plata de Cartagena.
| « | «Amb la plata de les mines de Cartagena van pagar ells els seus mercenaris, i, quan per la presa d'aquesta en 209 a. de C. Carthago va perdre aquests tresors, Aníbal ja no va ser capaç de resistir als romans, de manera que la presa de Cartagena va decidir també la guerra d'Aníbal.» SCHULTEN A. Fontes Hispaniae Antiquae | » |

Amb aquesta plata s'hauria produït molt probablement l'encunyació a la ciutat d'una coneguda sèrie de monedes cartagineses amb les efígies de la família Barca trobades a Massarró i en altres punts del Llevant al segle xix.

### Les mines de Carthago Nova en les fonts clàssiques

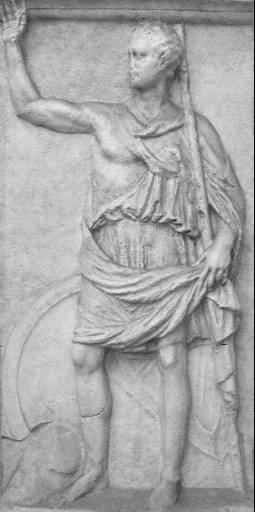
Polibi de Megalòpolis.

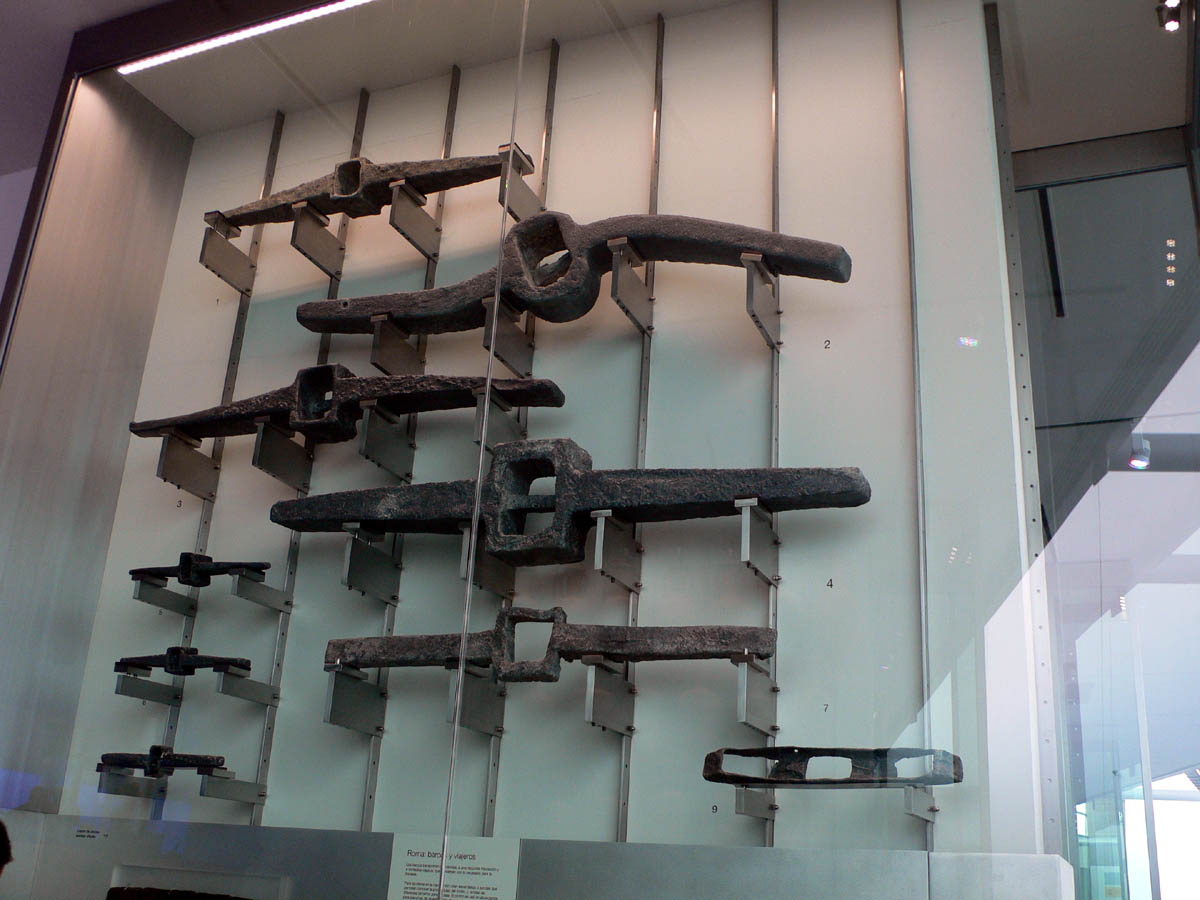
Ancores romanes de plom. ARQUA: Museu Nacional d'Arqueologia Subaqüàtica i Centre de Recerques Submarines.

Els esments a l'abundància mineral de tota Hispània són una constant en les descripcions de la Península realitzades pels historiadors clàssics en l'antiguitat. L'extraordinària riquesa de les mines de plata de Carthago Nova va atreure de seguida l'atenció dels geògrafs grecs i romans. Les primeres referències escrites que es refereixen concretament a les mines de Cartagena procedeixen de l'historiador Polibi de Megalòpolis, qui va visitar la zona en 147 aC Després de descriure minuciosament la ciutat, l'escriptor relaciona l'existència d'un pujol amb un temple dedicat a Aletes, descobridor de les mines de plata.
| « | «Les altres elevacions del terreny, simplement uns altells, envolten la part septentrional de la ciutat. D'aquests tres, l'orientat cap a l'est es diu el d'Hefest, el que ve a continuació, el d'Aletes, personatge que, pel que sembla, va obtenir honors divins per haver descobert les mines de plata». Polibi, Històries de Polibi 10, 11.1. | » |

Un segle més tard, el geògraf Estrabón parafrasejant a Polibi, descriu amb una mica més d'extensió les mines de plata de Carthago Nova.
| « | «Polibio, en esmentar les mines de plata de Cartagena, diu que són molt grans, que disten de la ciutat uns vint estadis, (uns quatre km) que ocupen una àrea de quatre-cents estadis, (uns setanta-cinc km) que en elles treballen quaranta mil obrers i que en el seu temps reportaven al poble romà 25 000 dracmes diaris. I ometo tot el que explica del procés de la labor, perquè és llarg d'explicar; però no el que es refereix a la ganga argentífera arrossegada per un corrent, de la qual, diu, es pica i per mitjà de tamisos la hi separa de l'aigua; els sediments són triturats de nou i novament filtrats i, separades així les aigües, picats encara una altra vegada. Llavors, aquest cinquè sediment es fon i, separat el plom, queda la plata pura. Actualment les mines de plata estan encara en activitat; però tant aquí com en altres llocs, han deixat de ser públiques». Estrabón, Geografia d'Estrabón, Llibre III. | » |

Tradicionalment s'ha considerat que el següent text de Diodor de Sicília, contemporani d'Estrabón, feia referència a les mines de plata de Cartagena, encara que sense esmentar-les expressament.
| « | «Sent desconegut aquest ús -de la plata- entre els naturals del país, els fenicis ho utilitzaven per als seus guanys comercials, i quan es van adonar d'això van adquirir la plata a canvi de petites mercaderies. Així, els fenicis que la van portar fins a Grècia i Àsia, i tots els altres pobles, van adquirir grans riqueses. Fins a tal punt es van esforçar els mercaders en el seu afany de lucre que quan sobrava molta plata perquè els vaixells estaven plens de càrrega, substituïen el plom de les ancores per plata». Diodor de Sicília (Biblioteca Històrica V, 35, 4-5). | » |

### L'explotació de les mines de Carthago Nova durant la dominació romana

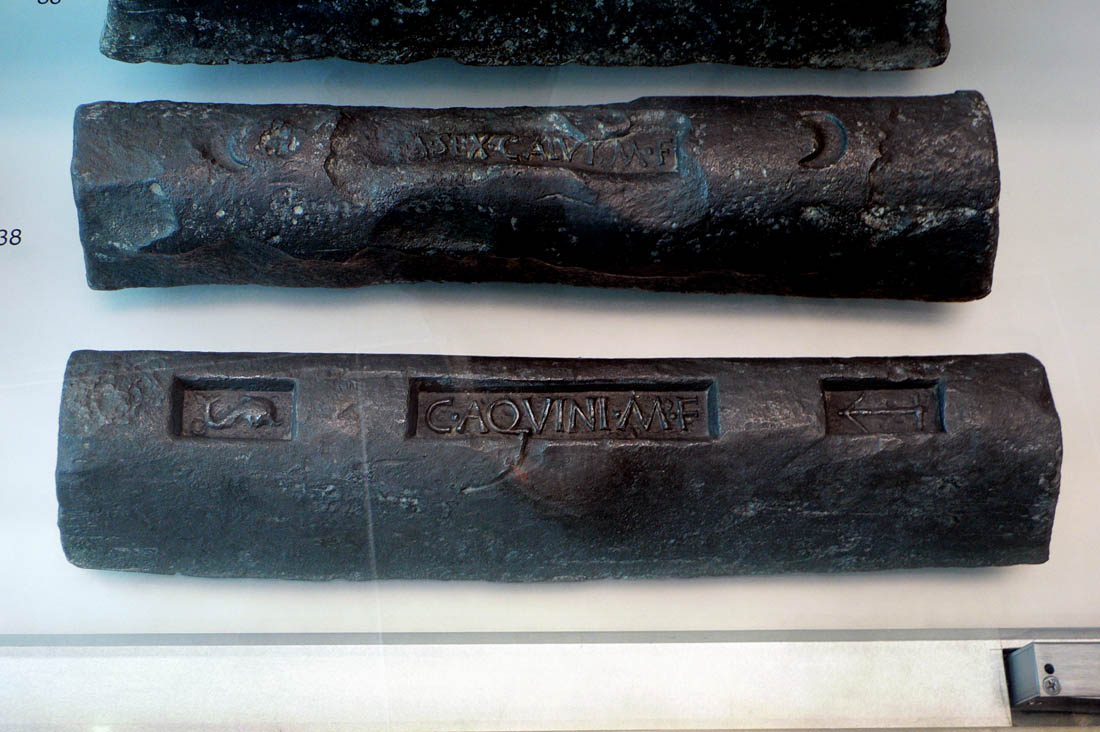
Lingots de plom romans trobats al port de Cartagena. ARQUA: Museu Nacional d'Arqueologia Subaquàtica i Centre d'Investigacions Submarines.

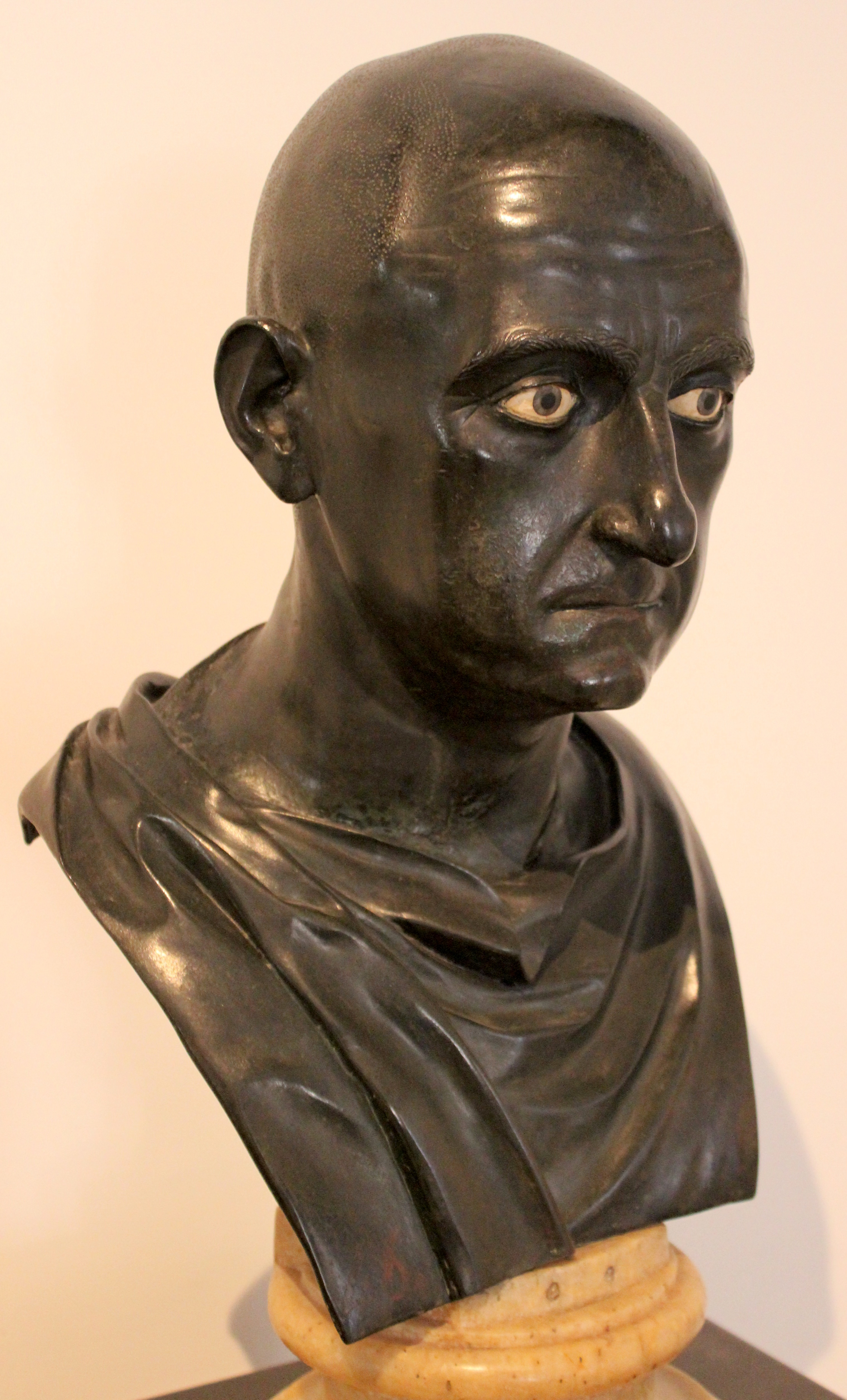
Escipió l'Africà.

L'any 209 aC, en el marc de la Segona Guerra Púnica, Escipió l'Africà, mogut per l'interès de prendre el control de la producció de plata de Cartagena, va conquistar la ciutat de Qart Hadasht per la República Romana, rebatejant-la amb el nom de Carthago Nova i atorgant-li l'estatut de municipium.
En un primer moment, la labor de les mines va estar sota control directe de l'Estat. Roma va explotar les mines de Cartagena tant en galeries subterrànies com "a cel obert". D'aquesta època procedeix la famosa mina del Cabezo Rajao on es va buidar un filó superficial de galena argentífera que va deixar un gran tall a la muntanya, origen de la seva etimologia actual.
Com ja s'ha esmentat en el text d'Estrabón, fins a quaranta mil esclaus treballaven en l'extracció de mineral en unes penoses condicions humanes.
| « | «Els que s'ocupen del treball de les mines proporcionen als seus amos increïbles guanys, mentre esgoten els seus cossos treballant dia i nit, sota la terra, en les galeries, i molts moren per excés de sofriments. No hi ha per a ells descans en els seus treballs. Al contrari, són obligats a força d'assots dels capatassos a suportar una terrible sèrie de dolors que acaben miserablement amb les seves vides. Alguns, que resisteixen molt temps per la potència del seu cos o pel valor del seu esperit, suporten durant un llarg període els sofriments; però per a ells és preferible la mort a la vida. Tal és la magnitud dels seus patiments». Diodor de Sicília. Bibliotheca Històrica. | » |

A pesar que la intensa i extensa activitat minera dels segles xix i xx va esborrar molts dels jaciments arqueològics de la mineria antiga, per tota la serra minera i voltants del Camp de Cartagena es troben encara nombrosíssims vestigis de l'explotació minera en l'antiguitat. Aquestes restes arqueològiques es poden classificar en quatre tipus:
- Labors i establiments miners. S'inclouen pous i galeries, així com explotacions a cel obert, terreres i escorials de material. La major part dels jaciments es concentren a la zona de l'esmentat Cabezo Rajao i en el turó del Sancti Spíritus.
- Instal·lacions per al tractament del mineral, tals com a safaretjos de mineral, molins per la trituració de la roca i dipòsits d'estèrils.
- Foses amb els seus escorials on es processava el mineral per obtenir lingots.
- Dependències d'habitació dels treballadors de les mines i d'administració i emmagatzematge del producte miner.

Amb la reactivació de l'activitat minera a mitjan segle xix van començar a aparèixer les primeres evidències arqueològiques de l'explotació antiga de la serra minera. Les excavacions sistemàtiques i els estudis arqueològics, tant de les mines de Cartagena com de les de Massarró, no es van realitzar de forma exhaustiva fins als anys quaranta del segle xx. El fruit d'aquestes excavacions pot veure's actualment exposat en el Museu Arqueològic Municipal de Cartagena, així com en el Museu Arqueològic de La Unión, una singular col·lecció d'útils romans de la mineria, entre els quals es troben peces com:
- Eines de ferro com a martells, becs, tascons i campanes.
- Escales i corrioles de fusta.
- Cistells, cantimplores i peces de vestir - espardenyes, capells, genolleres, etc.- realitzades en espart i fibra de margalló.

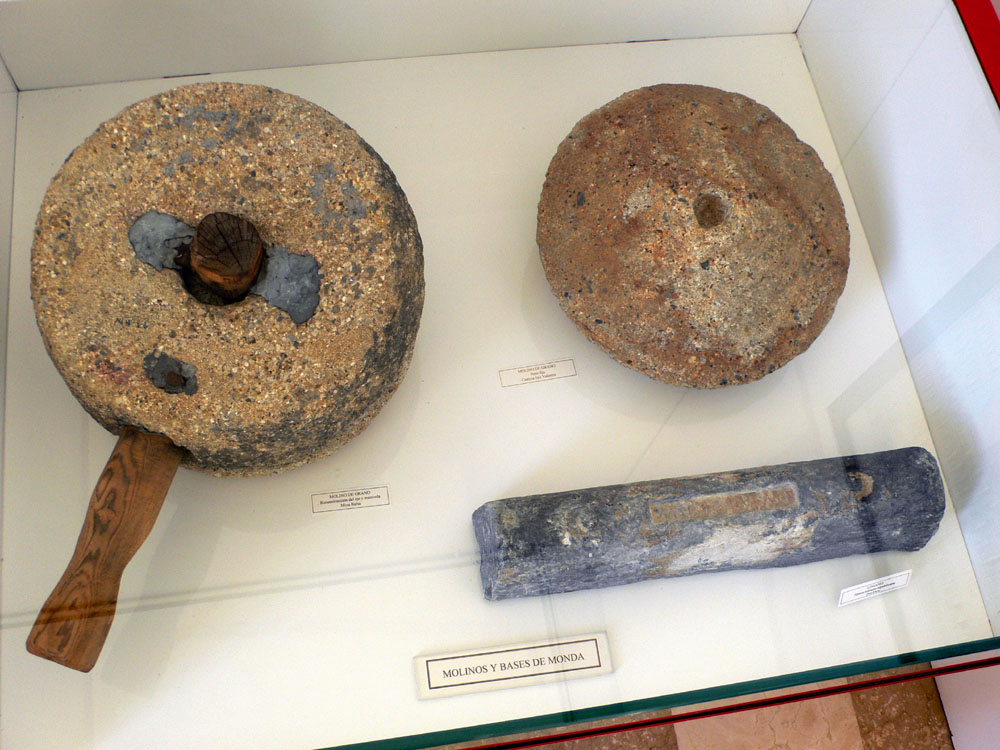
Útils de la mineria d'època romana. Museu Arqueològic de La Unión.
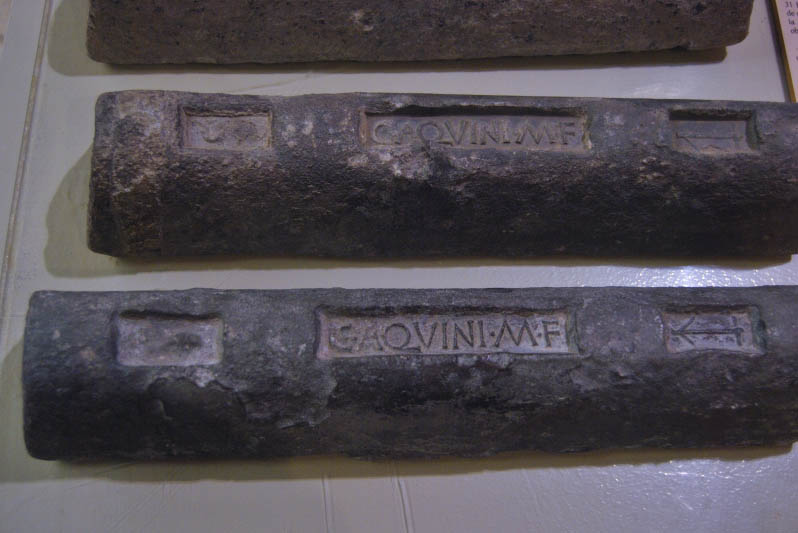
Lingots de plom procedents de les mines de Carthago Nova. Museu Arqueològic Municipal de Cartagena.
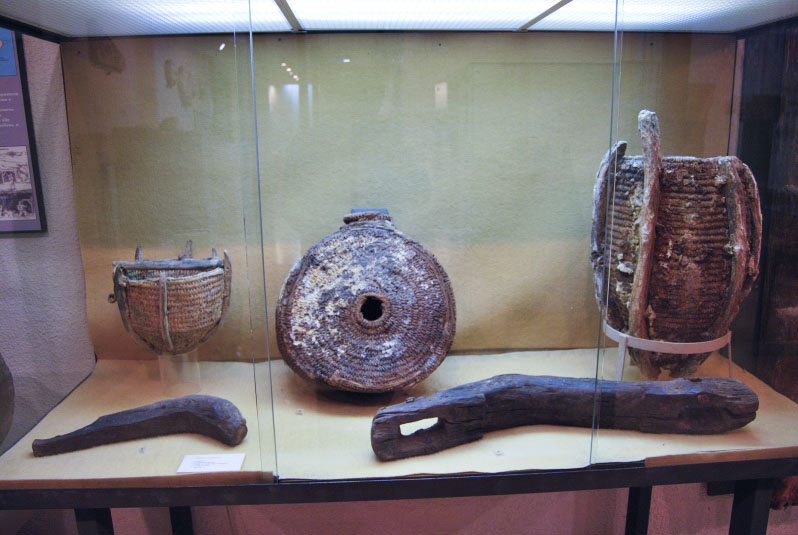
Útils de la mineria d'època romana fabricats d'espart. Museu Arqueològic Municipal de Cartagena.
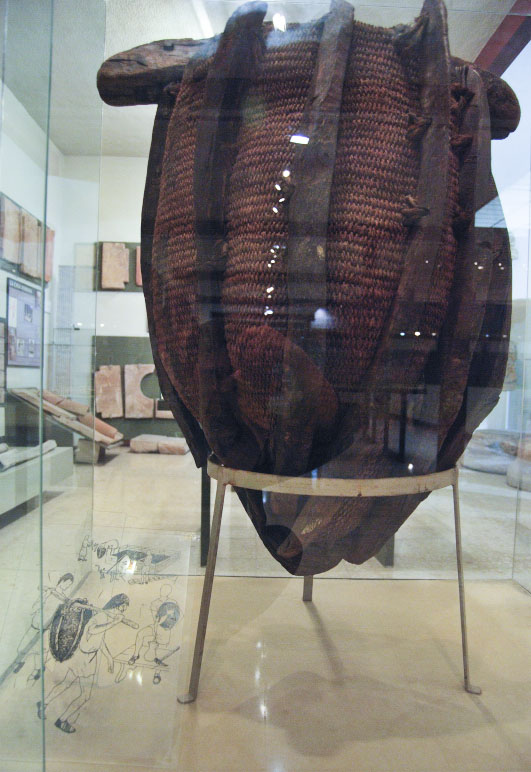
Capàs d'espart utilitzat en les labors de la mineria romana. Museu Arqueològic Municipal de Cartagena.
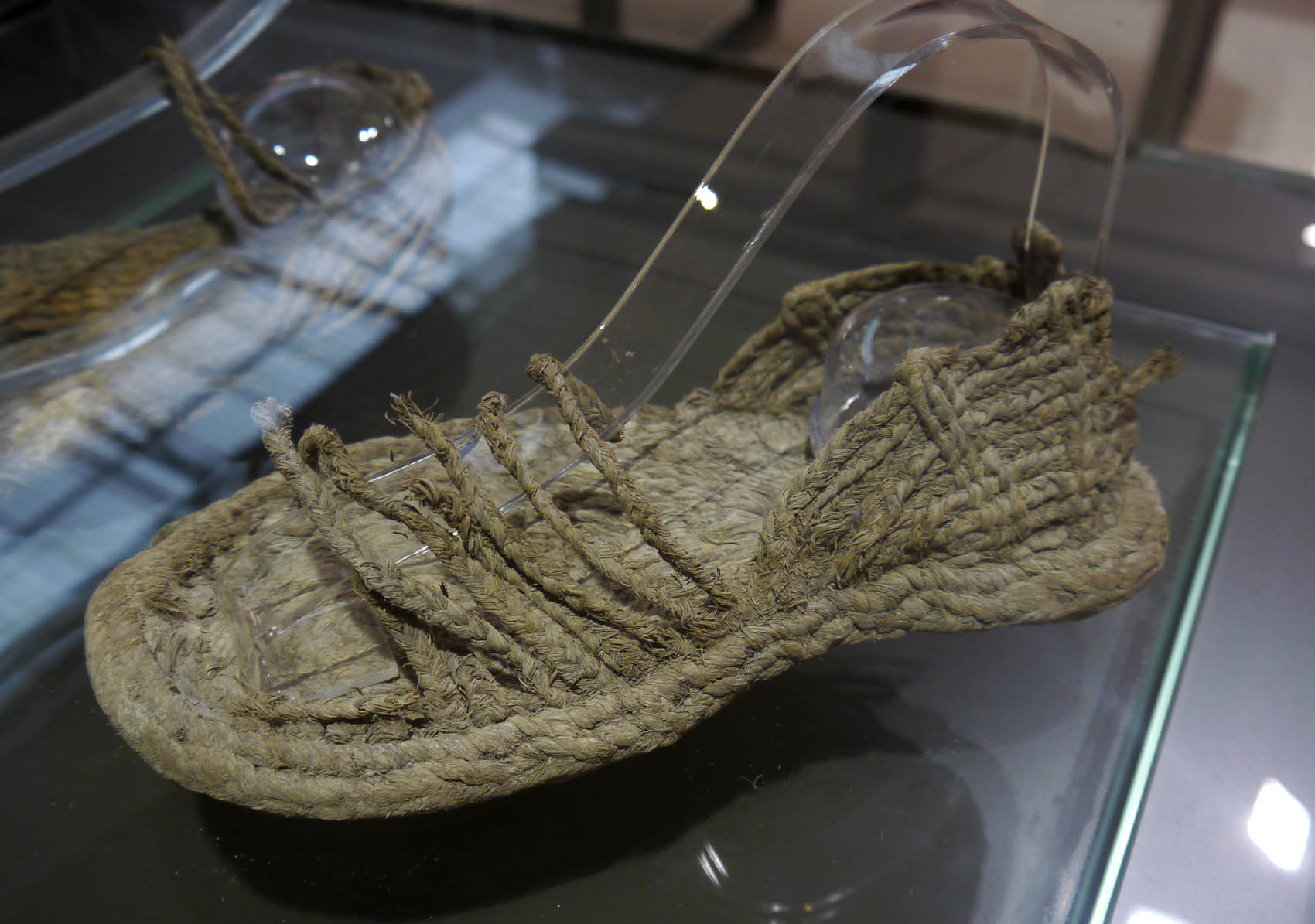
Espardenya d'espart usada en les labors de la mineria romana. Museu Arqueològic Municipal de Cartagena.

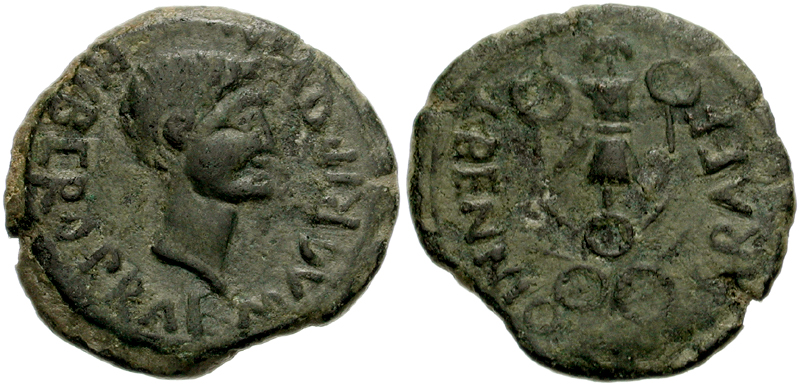
Moneda romana#Semis de bronze encunyat en Carthago Nova.

Carthago Nova es va constituir en el centre econòmic de la mineria, no només de les properes explotacions de la serra de Cartagena-La Unión, sinó també de les de Massarró, Águilas i zones mineres d'Almeria —serra Almagrera i serra de Gádor—, i es va convertir en una de les més pròsperes ciutats de la Hispània romana.
La creixent puixança econòmica i comercial de la ciutat va fer que l'any 44 aC rebés el títol de colònia sota la denominació de Colònia Vrbs Iulia Nova Karthago (C.V.I.N.K), sent la tercera ciutat a Hispània a rebre l'estatus colonial després de Corduba i Tàrraco, i durant el principat de l'emperador August (27 aC-14 dC), la ciutat va ser sotmesa a un ambiciós programa d'urbanització i monumentalització, que va incloure, entre altres intervencions urbanístiques, la construcció d'un impressionant Teatre romà i un fòrum de grans dimensions. A la nova colònia se li va atorgar el privilegi d'emetre moneda pròpia en valors de rosteixis, semis i quadrants.

### L'esgotament de l'activitat minera en l'antiguitat
Durant el segle i van començar a donar-se els primers símptomes d'esgotament de l'activitat minera a Cartagena. La menor rendibilitat va fer que l'estat romà abandonés l'explotació directa de les mines i les arrendés a particulars o a grans societats privades. La producció minera va continuar descendint fins a una total paralització a la fi del segle ii.
El cessament de la mineria va suposar la ràpida decadència de la ciutat de Carthago Nova, l'abandó de la meitat de l'espai urbà i la ruïna de la majoria dels edificis construïts en època augustea. Durant els segles següents no hi hauria activitat en les mines de Carthago Nova més que d'una forma molt residual.

## Reactivació de l'activitat minera

### La reobertura de les mines en el seglexix

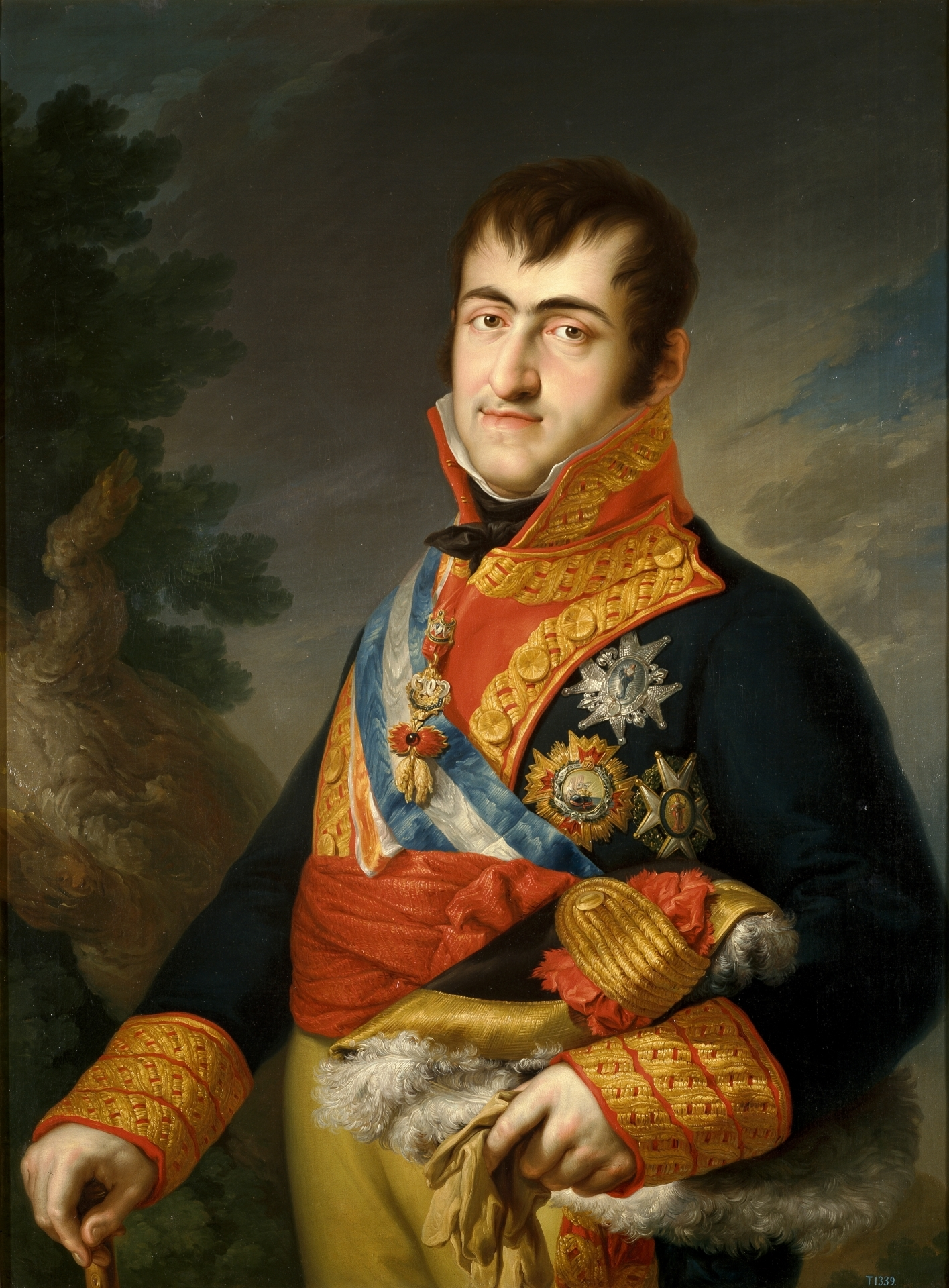
Ferran VII.

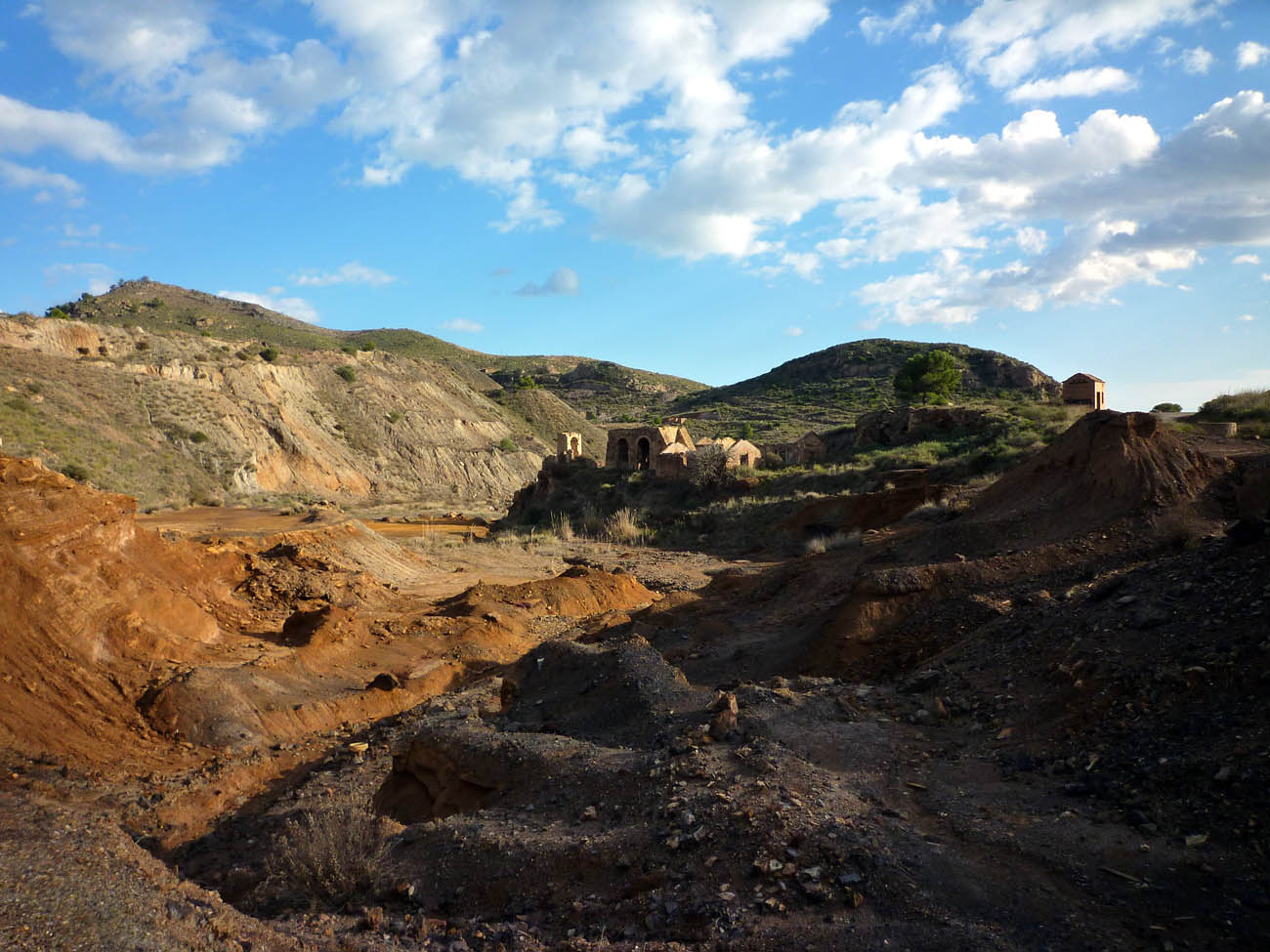
Mina Inocent en El Gorguel.

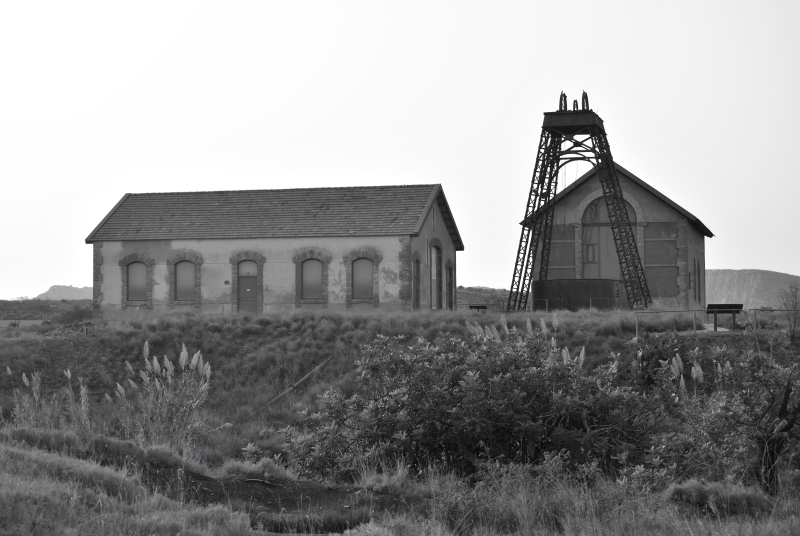
Mina las Matildes en El Llano del Beal.

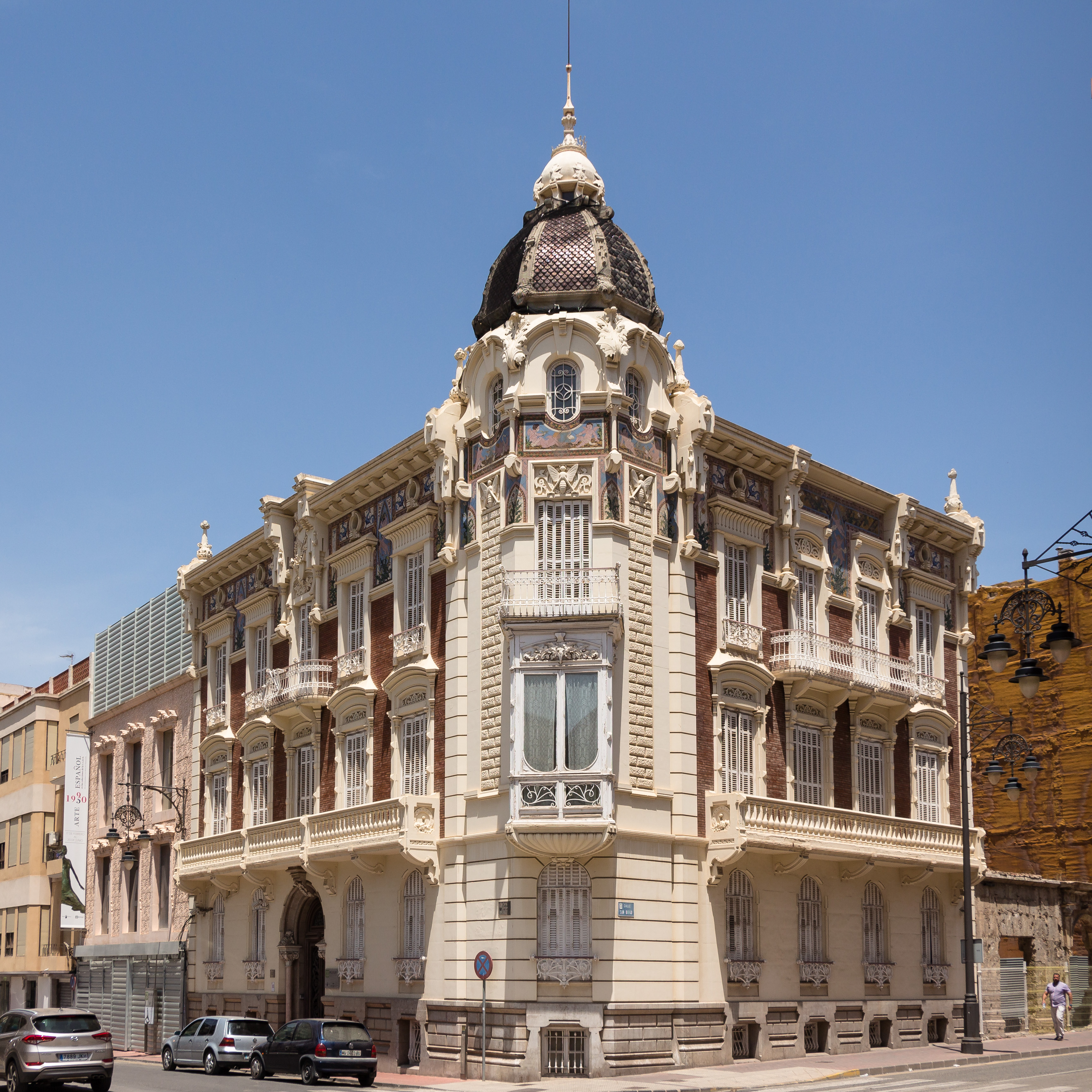
El Palau d'Aguirre en Cartagena, obra de l'empresari miner Camilo Aguirre encarregada a l'arquitecte modernista Víctor Beltrí en 1898.

Durant el regnat de Ferran VII, en 1825, es va produir un fet transcendental en la història de la mineria espanyola: la promulgació de la llei de mines que va liberalitzar el sector i va permetre iniciar activitats mineres sense necessitat de comptar amb llicència del rei. Uns anys després, en 1839, es va descobrir en la serra Almagrera d'Almeria el riquíssim filó Jaroso, que va deslligar a una autèntica febre de la mineria en tot el sud-est espanyol.
A Cartagena es van començar a constituir societats anònimes per a l'explotació de les mines. Es van reobrir els antics pous miners romans al mateix temps que va aparèixer una nova activitat: el benefici dels antics escorials romans als quals, amb les noves tecnologies industrials, se'ls extreia rendiment de les restes de minerals que encara conservaven. Cap a 1850 hi havia a Cartagena trenta-vuit fàbriques de fosa de plata. D'altra banda, l'aparició de noves tecnologies industrials va fer possible una nova activitat econòmica: l'explotació dels carbonats i sulfurs de plom. Sobre 1860, amb l'arribada de les primeres màquines de vapor, es va començar a explotar la blenda de la qual s'extreia el zinc, i finalment, ja a la fi del segle XIX, es va iniciar l'aprofitament de les pirites per a l'obtenció del ferro. Durant el segle XIX, la producció de plom i zinc de les mines de Cartagena i La Unión va constituir el gruix de la producció nacional.
Com a conseqüència d'aquest creixement industrial, es van desenvolupar de forma extraordinària els assentaments i les infraestructures relacionats amb la mineria:
- Van sorgir nous nuclis de població com L'Estret de Sant Genís, El Pla del Beal, El Beal, El Algar, Ferreries, El Garbanzal i Portman.
- En 1860, els pobles de Ferreries i El Garbanzal es van independitzar del municipi de Cartagena i van donar lloc al nou municipi de 'La Unión en el terme municipal de la qual es va incloure també Portman.
- Es va construir una línia de ferrocarril de via estreta entre Cartagena i La Unión per al transport del mineral.
- Es van crear noves infraestructures portuàries en el port de Cartagena, Portman i Illa d'Escombreras.
- En 1862, la reina Isabel II va inaugurar la línia de tren Madrid-Cartagena.[25]

L'activitat minera va generar un intens procés immigratori de mà d'obra procedent fonamentalment d'Andalusia, especialment de la província d'Almeria, així com de la resta de la Regió de Múrcia.
Amb la riquesa generada per l'activitat minera es va gestar a Cartagena una poderosa burgesia enriquida que va invertir les seves ingents fortunes en luxoses cases i palauets d'estil modernista. Aquest nou estil arquitectònic va canviar per complet la fisonomia urbana tant de la ciutat de Cartagena com de la Unión. Arquitecte fonamental en aquest nou procés urbanístic va ser el català Víctor Beltrí amb obres com el Gran Hotel, la Casa Maestre] la Casa Llagostera o el Palau d'Aguirre, totes a Cartagena o el mercat públic en La Unión.

### La crisi de l'activitat minera a partir de la Primera Guerra Mundial
A principis del segle XX, aquest apogeu daurat del sector miner a Cartagena va començar a descendir sobtadament per l'aparició de forts competidors al mercat internacional -Estats Units i Austràlia, principalment- amb una tecnologia més eficient que l'empleada per les empreses locals. El descens es va fer més acusat a partir de 1918 final de la Primera Guerra Mundial, a conseqüència de la caiguda en picat de la demanda de plom, utilitzat en projectils i armament. Finalment, amb la crisi econòmica de 1929 i el consegüent descens de la demanda internacional, la producció de les mines va desaparèixer gairebé per complet.
Com a conseqüència del tancament d'explotacions mineres, es va produir en el municipi de la Unión una despoblació sense precedents perdent fins a 2/3 dels seus habitants.

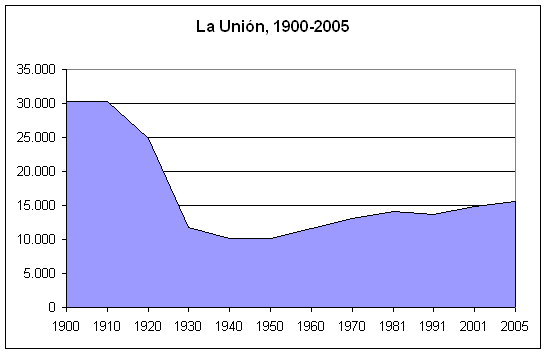
Evolució de la demografia del municipi de La Unión en el segle. S'aprecia el descens de fins 2/3 de la seva població arran de la crisi minera.

### La mineria després de la Guerra Civil Española fins a finals del seglexx
A partir dels anys 50, es va reactivar de nou l'activitat minera. L'empresa de capital francès Peñarroya es va fer amb la propietat de gran part de la serra minera. Aquesta concentració de la propietat i la introducció de noves tecnologies d'explotació -algunes amb generació greus problemes mediambientals- van permetre fer de nou rendible la mineria fins als anys 80 en què per causa de la crisi del petroli de 1979 produïda per l'augment dels preus del petroli i l'esgotament dels jaciments, es va produir el tancament definitiu de les mines. En 1988, l'empresa Peñarroya va vendre la propietat de totes les seves explotacions mineres a Portman Golf, una promotora immobiliària.

### La mineria en el seglexxi
En 2008, es va plantejar la possibilitat de reobrir alguns dels jaciments miners, propietat de l'empresa Portman Golf, per a l'extracció de la blenda que precisava l'empresa Espanyola del Zinc. Aquesta opció, que va despertar un gran rebuig veïnal, va anar aviat descartada.

## Aspectes mediambientals

### La coberta vegetal originària de les serres de Cartagena

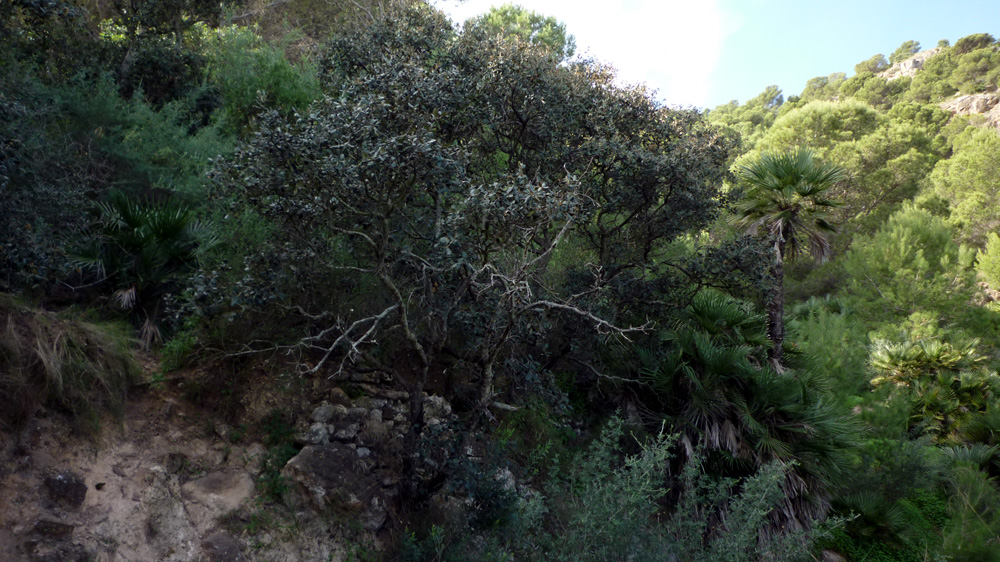
Alzines, margallons i pins blancs en el Cabezo del Horno (Calblanque).

Totes les serres de Cartagena, així com La Manga del Mar Menor, es trobaven originalment cobertes d'una espessa maquia mediterrània. Aquesta comunitat clímax estaria constituïda fonamentalment per llentiscles, arçots negres, oliveres, margallons i esparts. Juntament amb les espècies anteriors creixerien també pins blancs, garrics i xiprers de Cartagena. A les zones més humides es presentarien a més alzines, arbocers i murtes. Aquesta maquia estaria habitada per cérvols, llops i senglars.
| « | "... Van dir que sobre la conservació de les muntanyes s'ha tractat moltes vegades i s'han visitat i que no es troba enlloc on plantar pins nous, i que en la serra, així de llevant com de ponent es crien molts del seu mateix natural, per ser la terra acomodada per a això, i perquè s'han vist que convé respecte que hi ha molts pins nous en la part de ponent." Acta Capitular de l'Ajuntament de Cartagena de 1598. | » |

| « | "En terra de Cartagena hi ha aquests Montes (...) La serra de Port Mayn" (Portman) "és bona muntanya de porc a l'hivern, i en aquestes muntanyes hi ha aquestes fonts, la Font del Canyar, la Font del Port Mayn. La muntanya de Cap de Pals és molt bona muntanya de Porc a l'hivern, i aquesta muntanya és prop de la mar. I a prop deste muntanya està una illa, que entra en la mar: i dura bé una llegua, i hi ha en ella molts cérvols". Llibre de Montería d'Alfons XI. Segle xiv. | » |

### Biodiversitat
L'especial localització geogràfica dels municipis de Cartagena i La Unión, així com les particularitats de la seva orografia i climatologia són causa que les serres litorals de Cartagena concentrin una de les majors biodiversitats d'Europa per la confluència d'espècies de diferents procedències així com per la gran riquesa de comunitats vegetals diverses i la presència de nombrosos endemismes florístics. Així podem trobar:
- Iberoafricanismes: Espècies que es distribueixen pel litoral mediterrani del nord d'Àfrica i sud de la península Ibèrica. Es tracta de plantes que van colonitzar el sud-est d'Espanya fa uns 5,5 milions d'anys, durant la denominada crisi salina del Mesiniense, quan el mar Mediterrani es va dessecar per complet i Europa i Àfrica van quedar connectades per terra. Aquesta connexió terrestre va permetre l'arribada al Camp de Cartagena d'una gran quantitat d'espècies vegetals africanes, en l'actualitat conegudes com a endemismes iberoafricans, com el xiprer de Cartagena, l'art, l'oroval, el ginjoler murcià, el cornical, la camamilla d'escombreres, la tapenera de la Serra Minera o el chumberillo de llop.[35]
- Espècies típiques del bosc mediterrani, com el pi blanc, el llentiscle, l'arbocer, el garric, l'alzina, la murtra o el margalló.[36]
- Endemismes de la Província botànica murcià-d'Almeria com la varica de Sant Josep, la jarilla d'Almeria, l'all negre o la sempreviva morada.
- Endemismes exclusius del Camp de Cartagena, com la jara de Cartagena, la sempreviva de Cartagena, l'esparraguera del Mar Menor, la samarrilla de Cartagena o el cigronet de Tallante.

Aquesta riquesa botànica conforma un dels patrimonis vegetals més importants d'Europa i es concentra fonamentalment en les serres litorals del Camp de Cartagena, on la humitat aportada per les boires procedents del mar mitiga de forma molt important l'aridesa del clima.

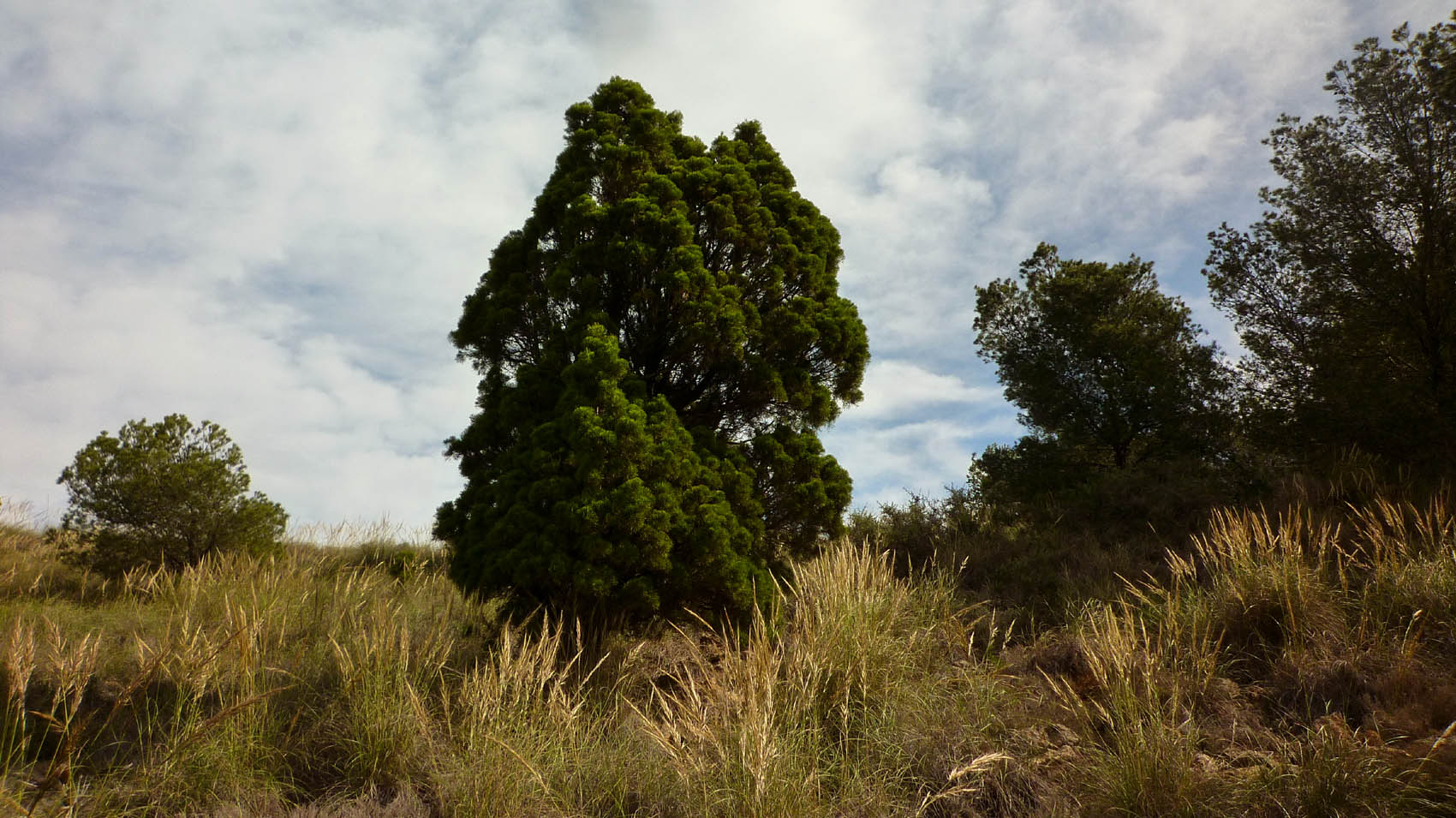
Xiprer de Cartagena.
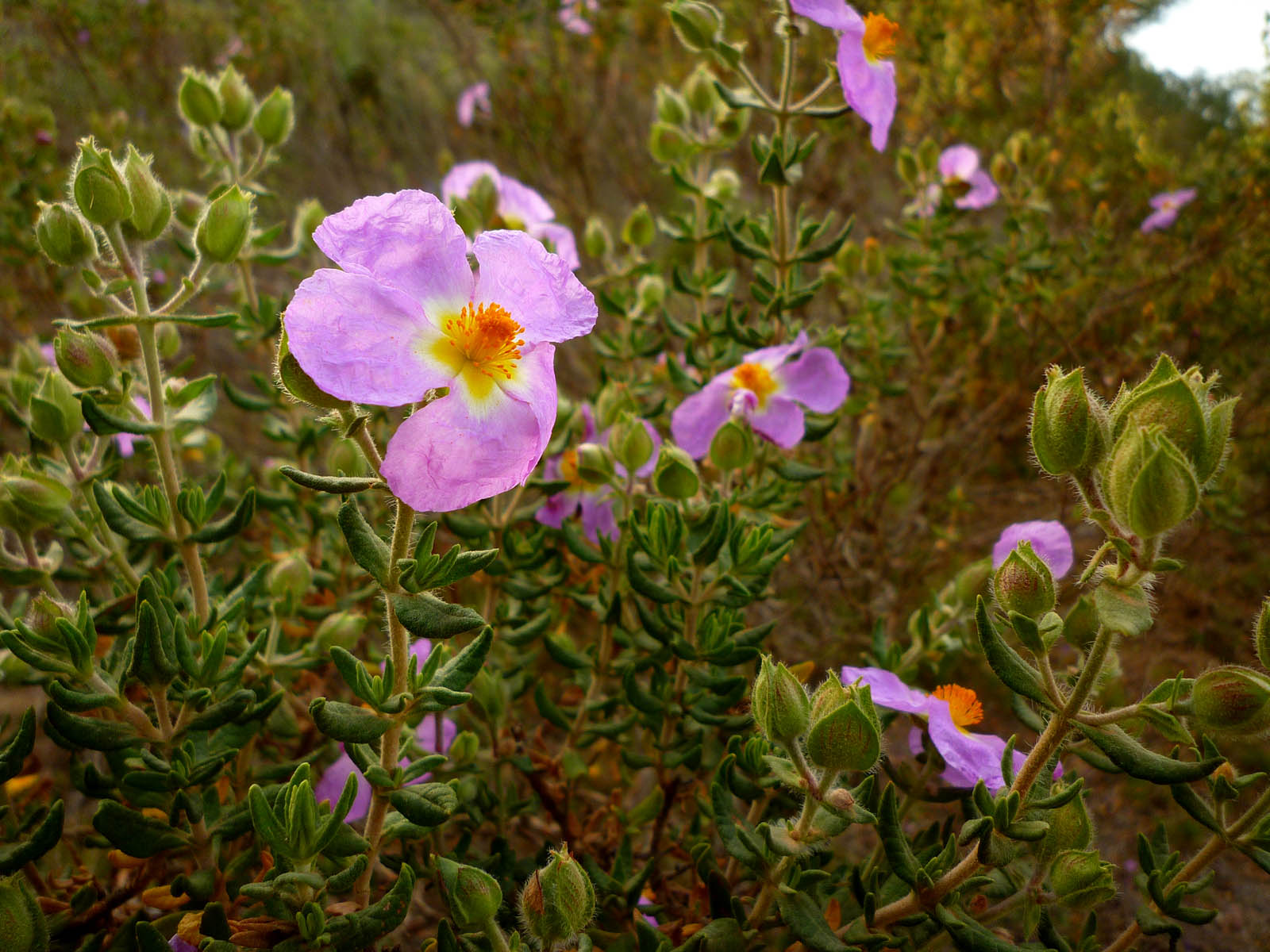
Jara de Cartagena.
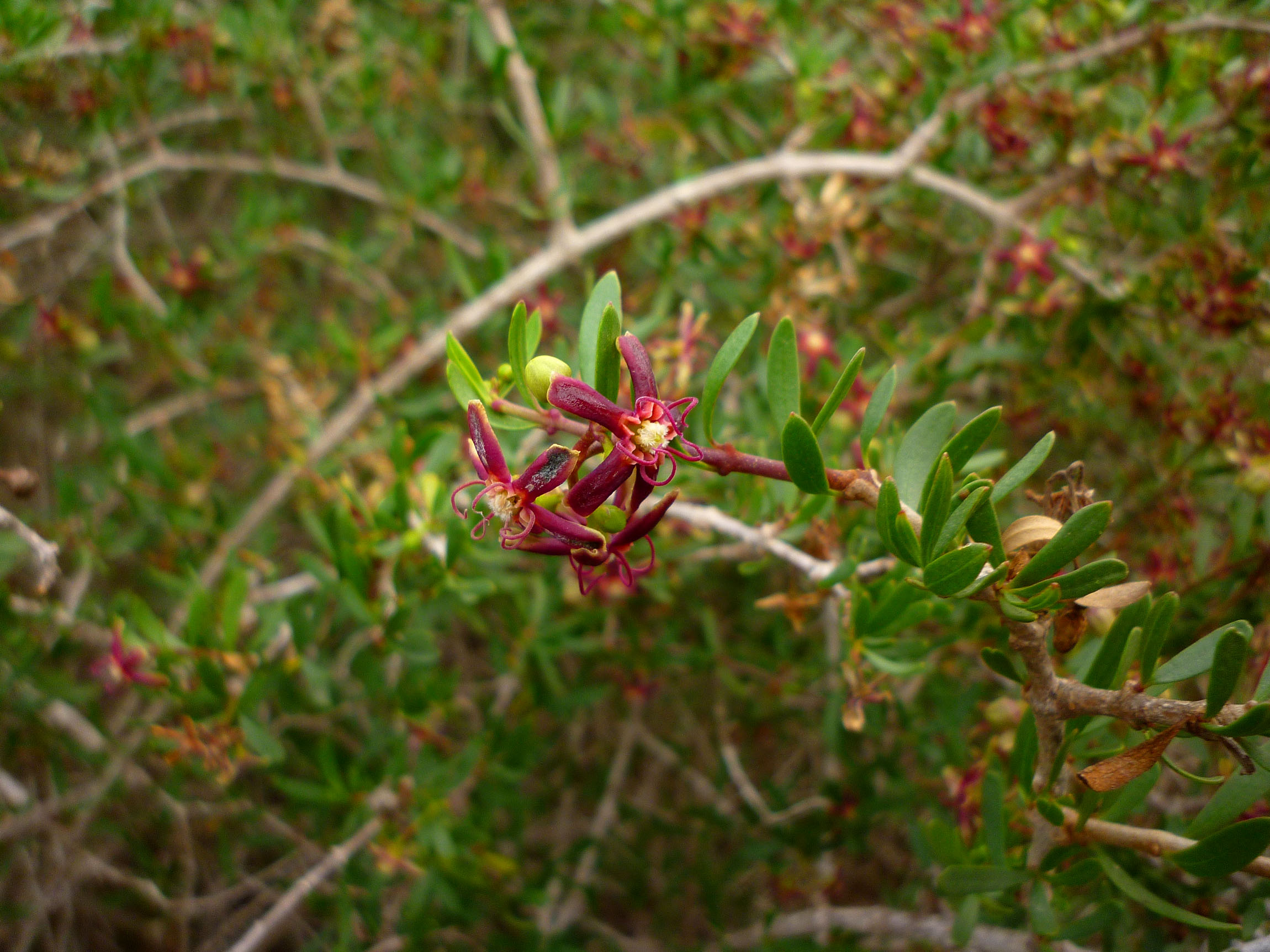
Cornical.
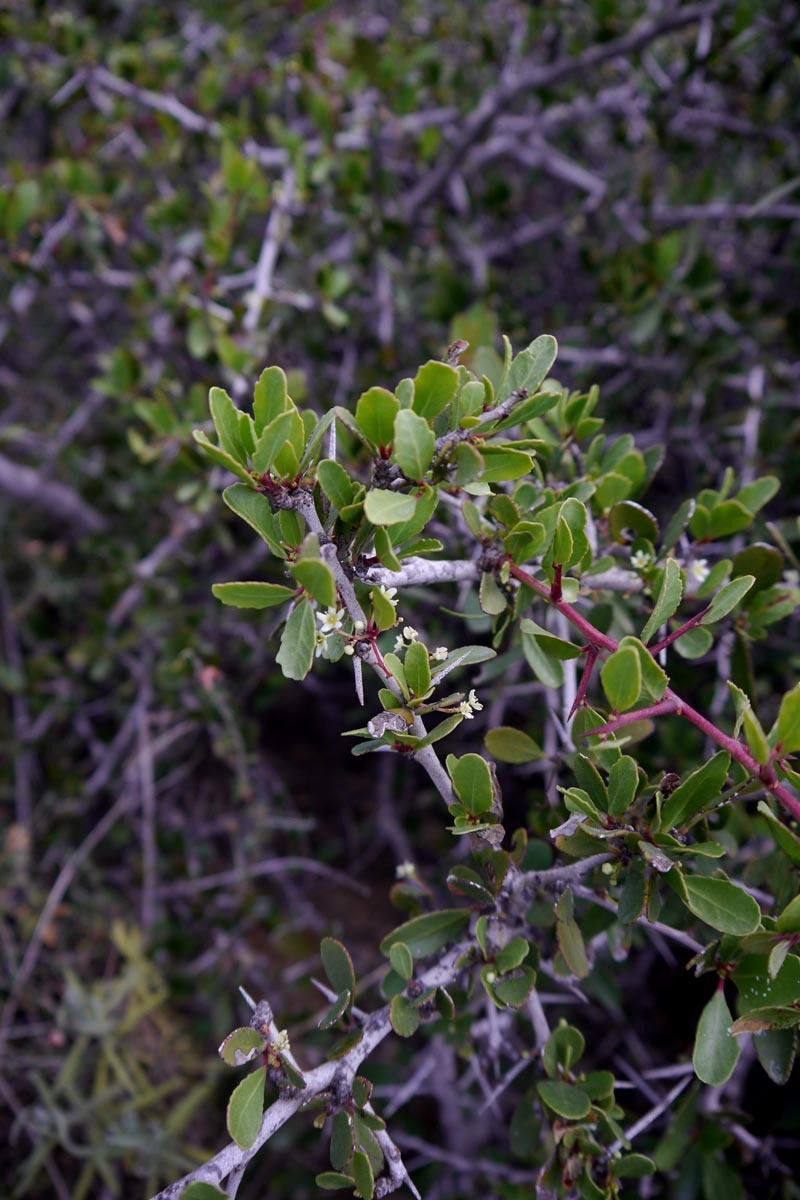
Arto.
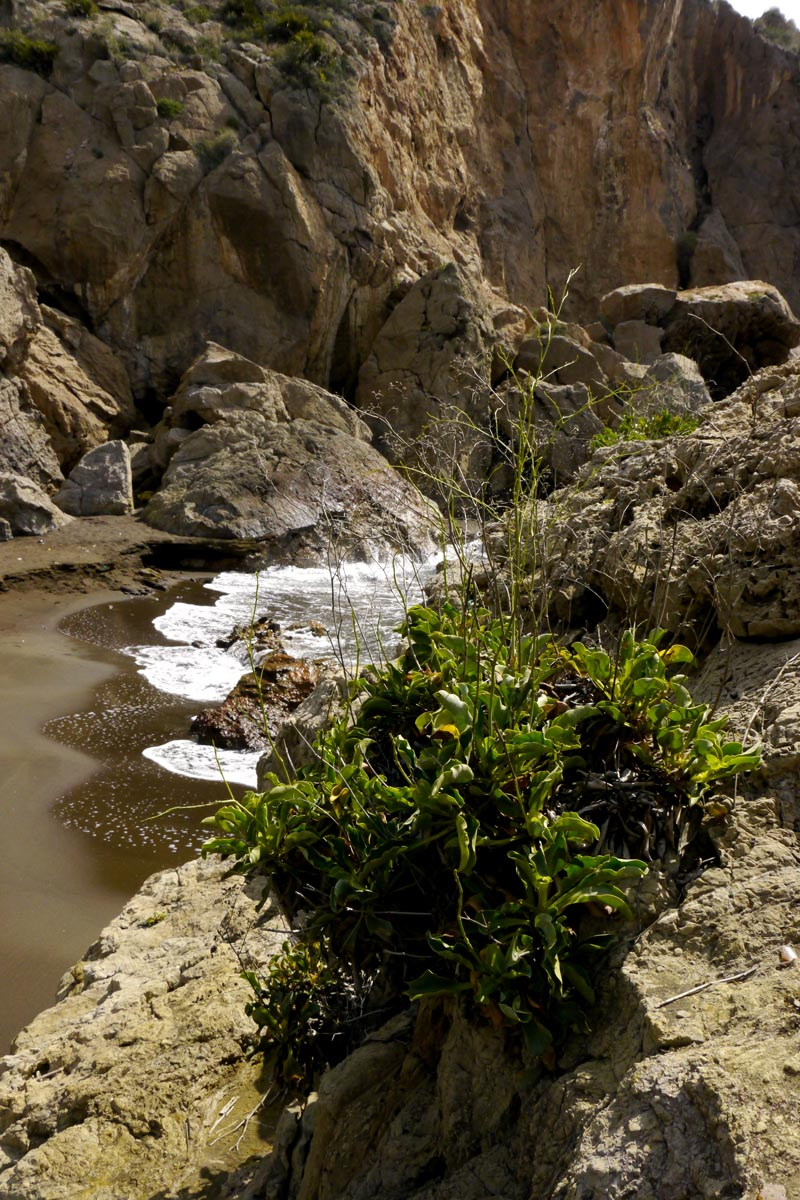
Limonium cossonianum.
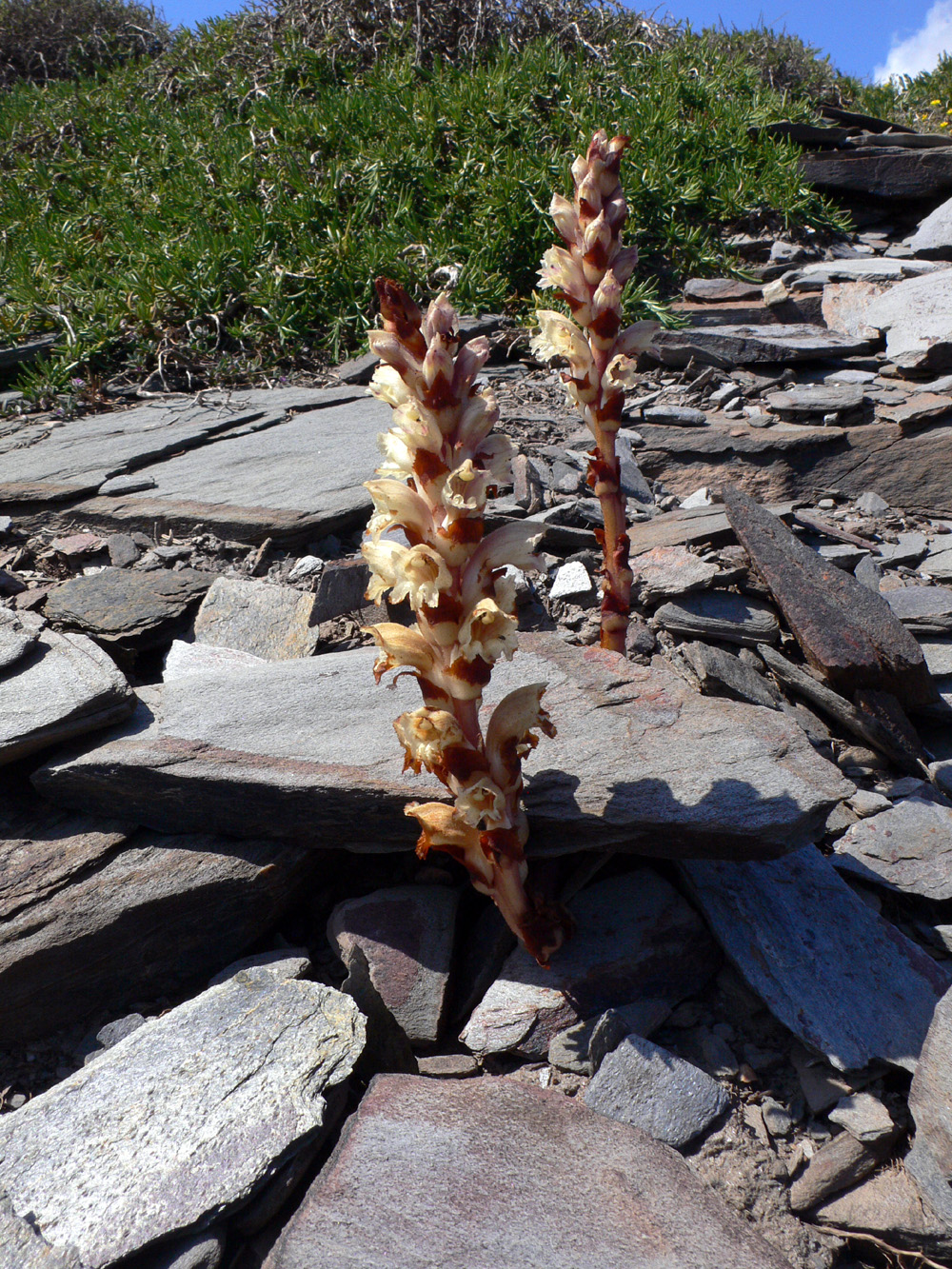
Orobanche latisquama.
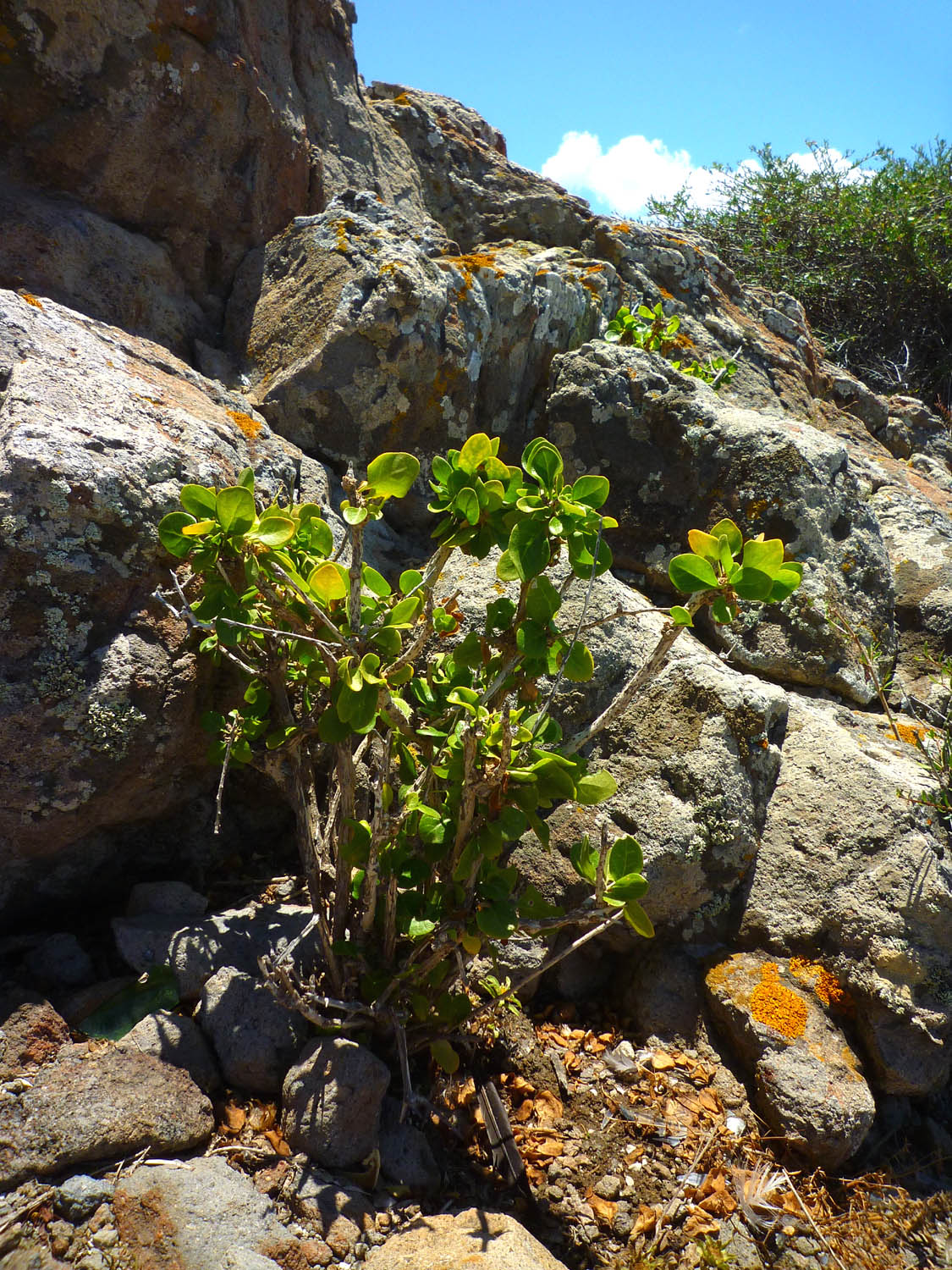
Oroval.
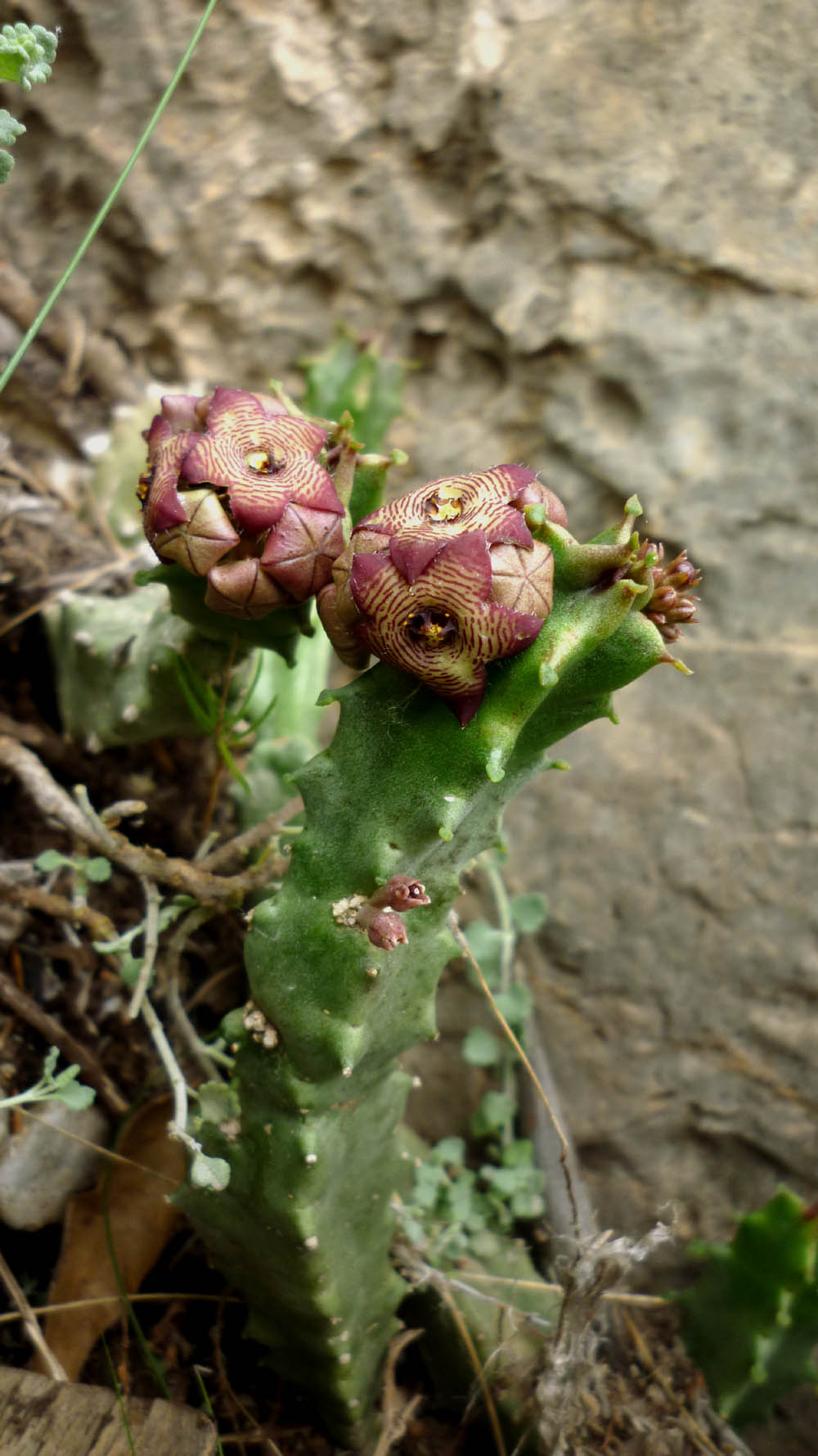
Chumberillo de llop.
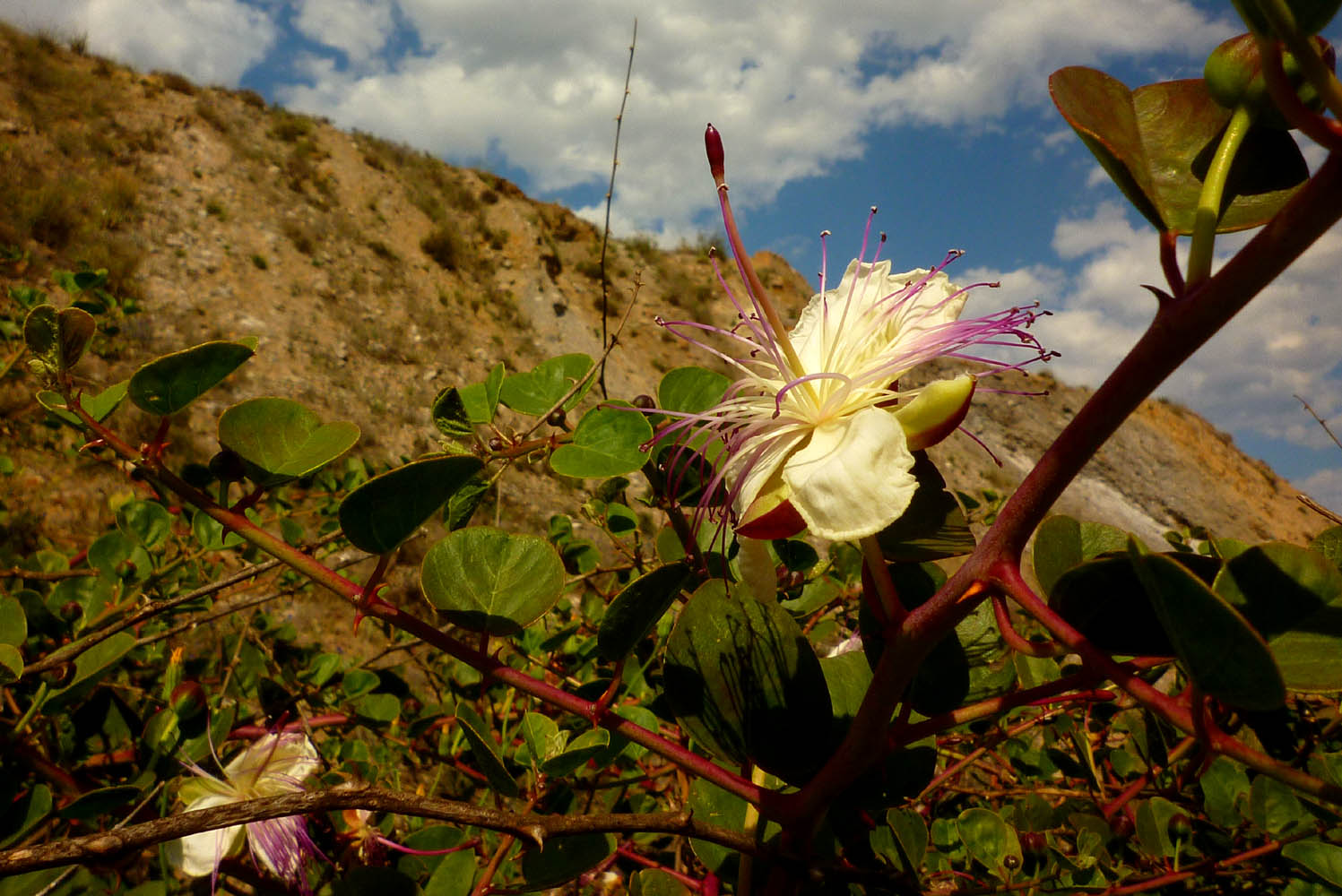
Tapenera de les Serres Mineres.
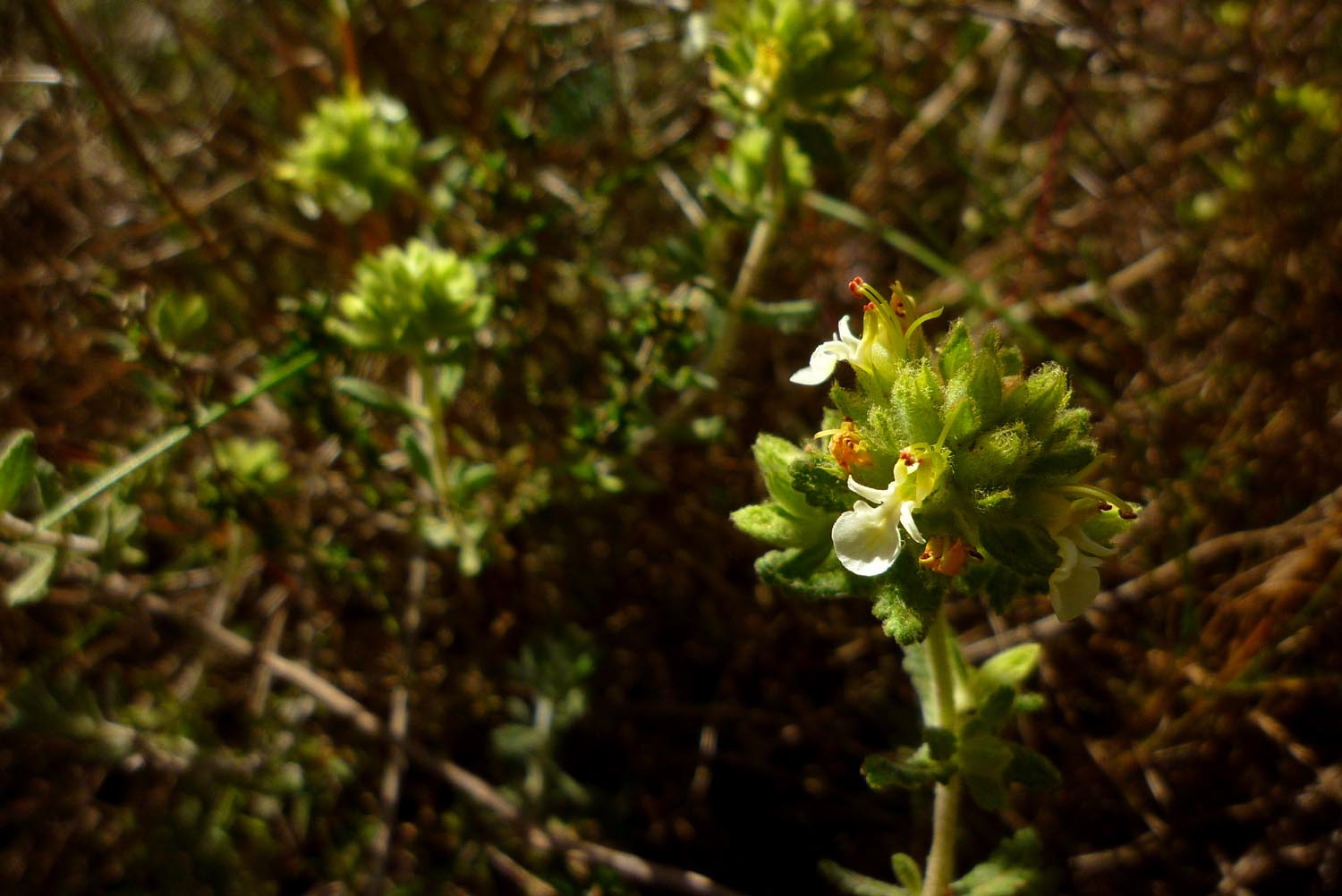
La Teucrium carthaginense.

Totes aquestes espècies s'organitzen en diferents ecosistemes i hàbitats, molts d'ells de gran valor ecològic i extremadament rars a Europa, la qual cosa ha motivat la declaració en la serra de set microrreserves botàniques. Destaquen molt especialment en aquest sentit els boscos de xiprer de Cartagena o Tetraclinis articulata, presents en la Penya de l'Àguila i Muntanya de les Cenizas.

### Evolució del paisatge vegetal a través de la història

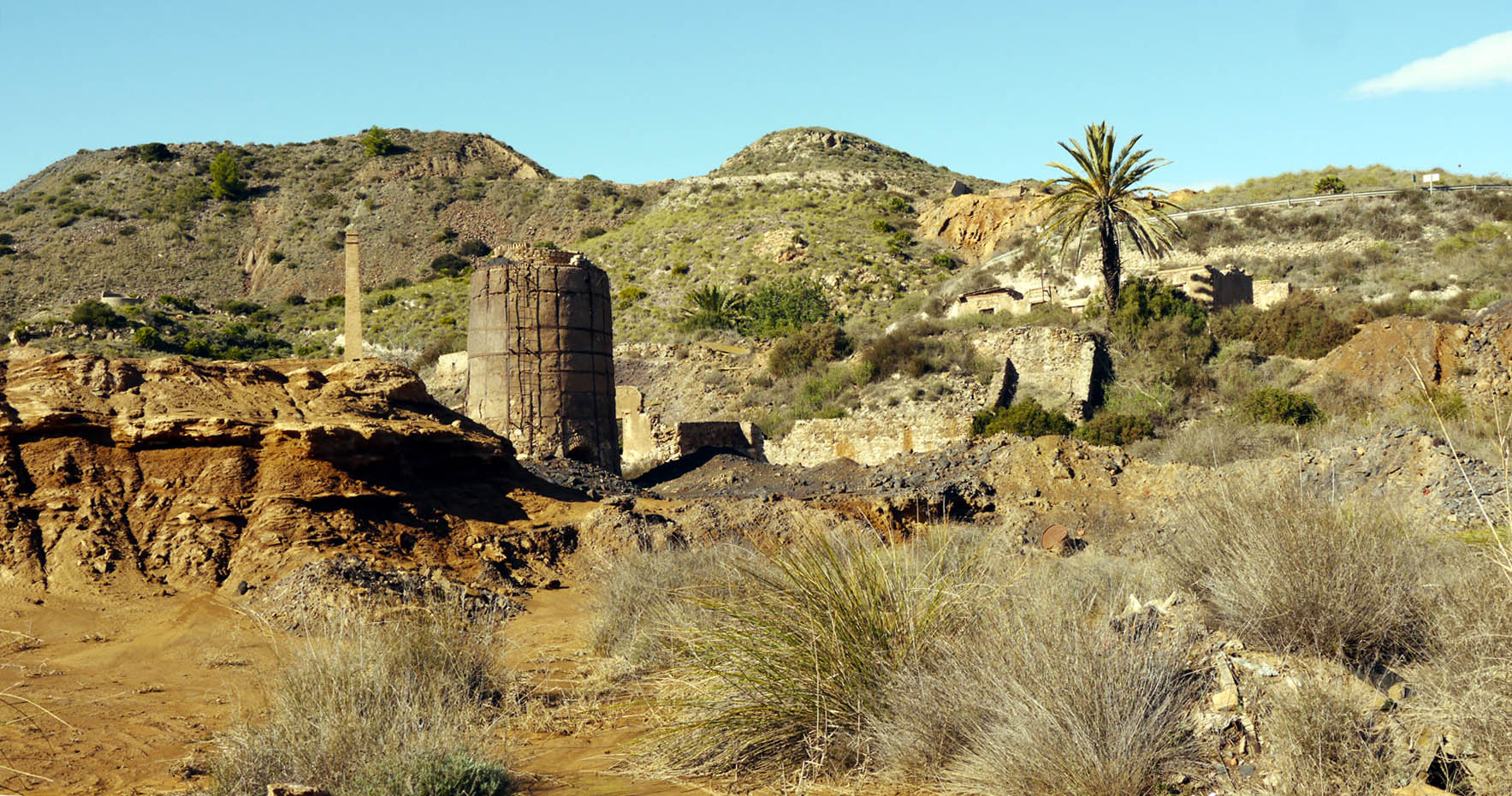
Mina Inocente en El Gorguel.

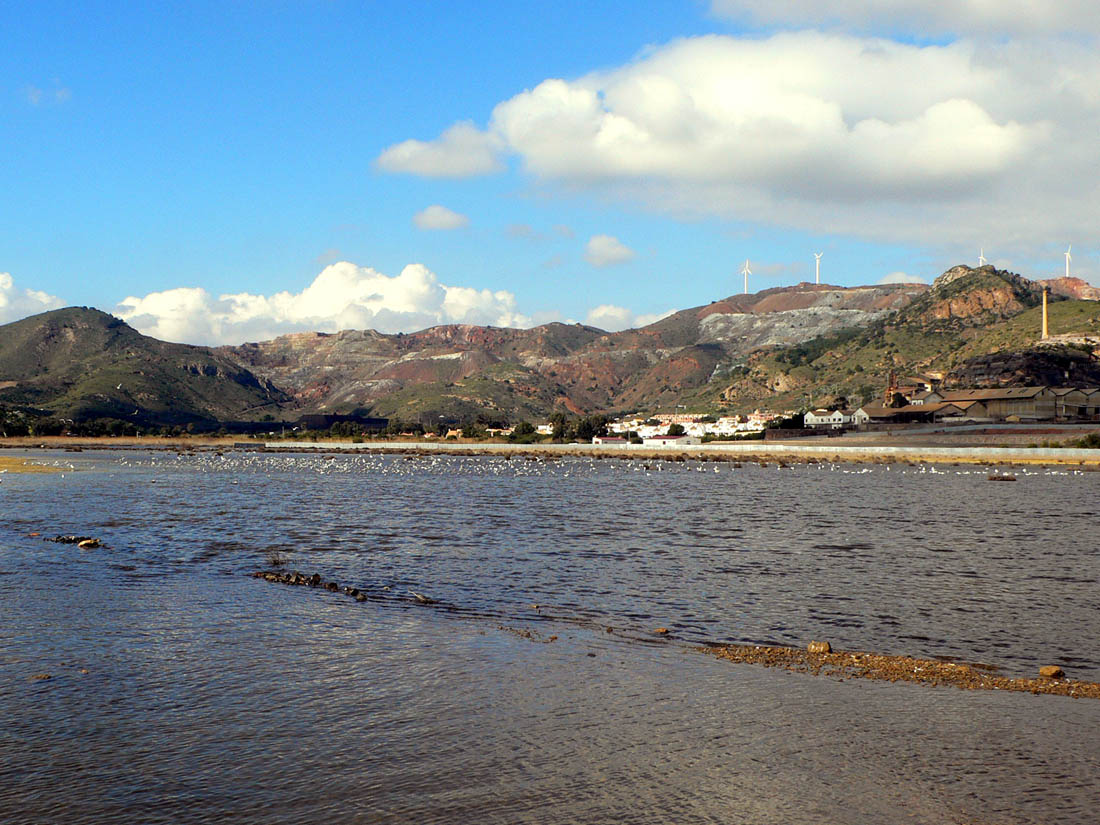
Vista del turó del Sancti Spíritus amb les terreres d'estèrils miners des de la badia de Portmán.

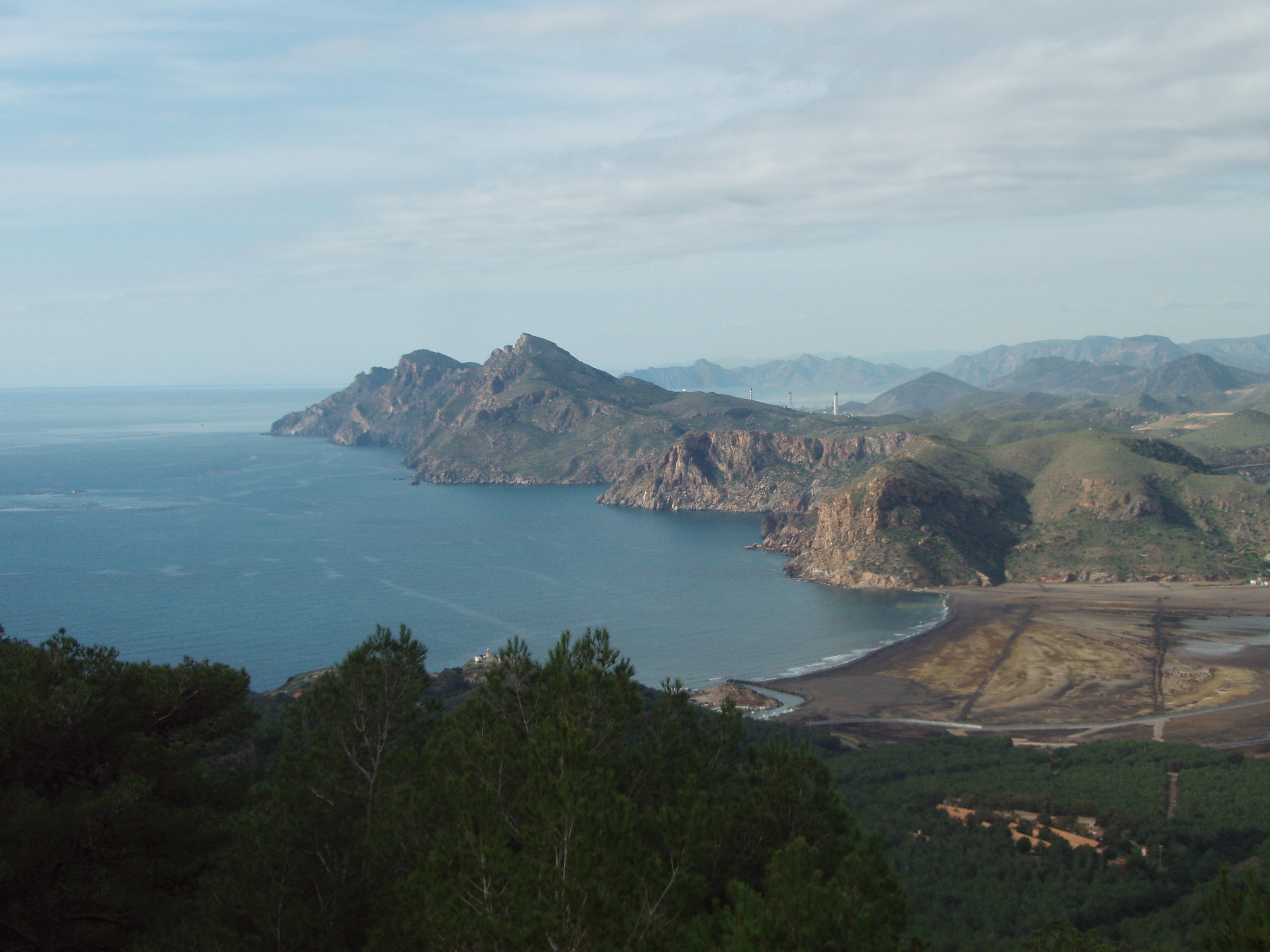
Vista de la badia de Portman, colmatada pels residus miners.

Durant molts segles, els ecosistemes originaris de la serra de Cartagena es van mantenir de forma més o menys inalterada: 
Amb l'increment demogràfic de la zona durant els segles xvi, xvii i especialment a partir del segle xviii, va augmentar la pressió antròpica sobre la muntanya en forma de rompudes, talla de llenya i pasturatge, i l'antiga coberta vegetal va començar a desaparèixer. Al començament del segle xix gran part de la maquia originària de la serra ja hi havia gairebé totalment desaparegut, sent substituïda per un espinar, molt més pobre ecològicament.
L'impacte de les primeres labors mineres al segle xix sobre la muntanya va ser relativament limitat, ja que, en aquesta època les explotacions es van realitzar per mitjà de galeries subterrànies, i, d'altra banda, els forns de calcinació i les foses s'alimentaven a força de carbó importat des d'Anglaterra.
Els problemes mediambientals de la serra minera es van agreujar molt especialment quan, a partir de 1952, l'empresa Peñarroya va generalitzar l'obertura d'explotacions a cel obert com la Mina Descoberta Emilia, un tipus de labor minera molt més econòmica que la de la mina subterrània, però que provoca greus problemes mediambientals per la pèrdua de sòl i la generació immensos moviments de terres. Aquestes pràctiques van causar la desaparició d'una importantíssima extensió de terreny convertit ara en una zona estèril i la pèrdua de nombrosos hàbitats i espècies, com la jara de Cartagena, una planta descrita antigament com a abundant en la serra minera, que és donada per extingida fins al seu redescobriment en 1983.
Amb tot, el major dels problemes va venir de l'eliminació de les ingents quantitats de residus perillosos estèrils o residus de la mineria, que en forma de fangs eren abocats per l'empresa Peñarroya directament al mar en la badia de Portman.

Els abocaments, de fins a 7000 tones diàries de residus miners, van començar en 1958, autoritzats per les autoritats del franquisme i contenien una alta concentració de metalls pesants, com el cadmi o el plom, així com de productes molt tòxics usats en el rentat del mineral com sulfat de coure(II), cianur de sodi, sulfat de zinc o àcid sulfúric.

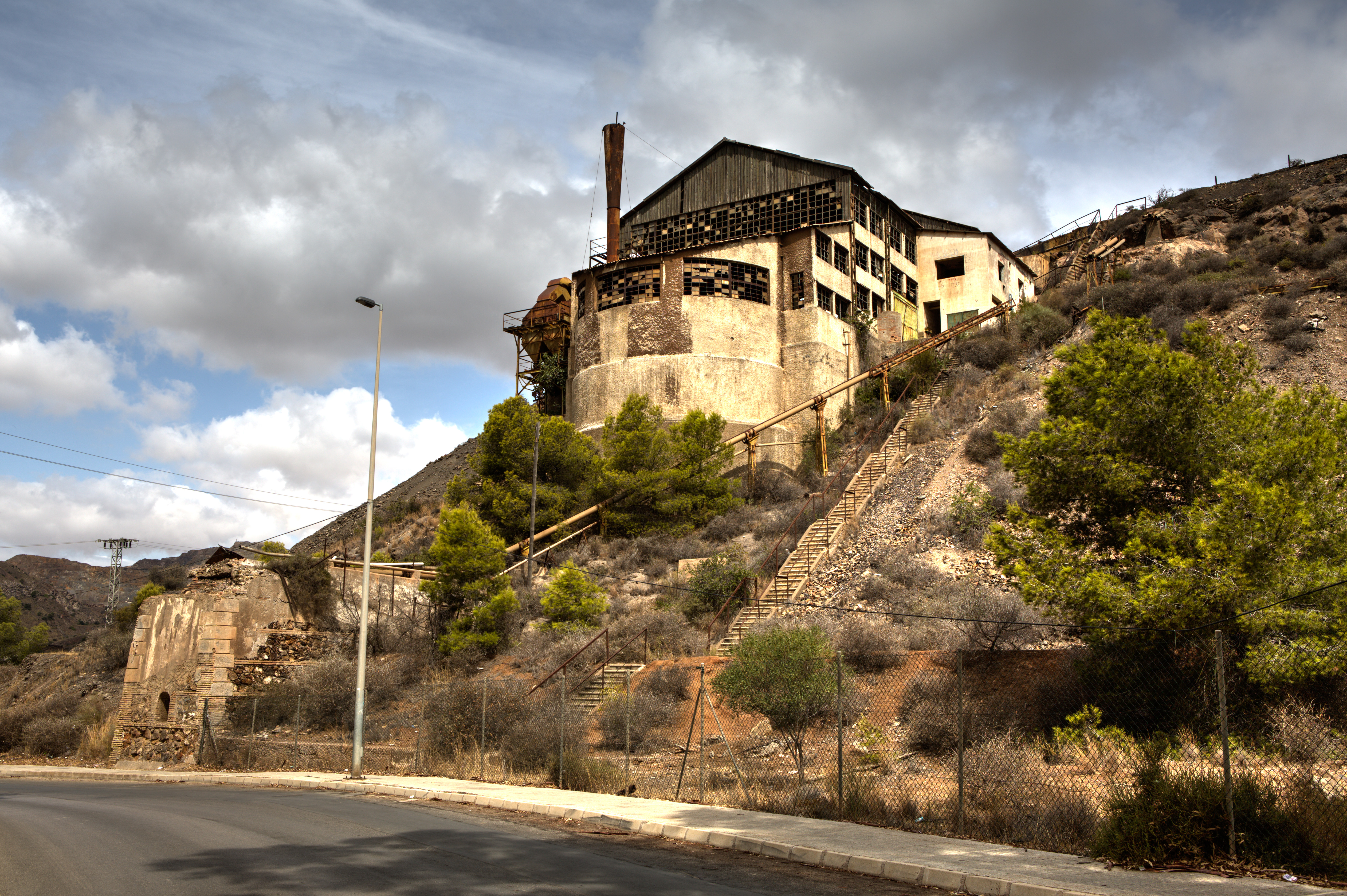
Safareig Roberto

Els abocaments van començar a colmatar la badia, i a generar un greu problema paisatgístic i mediambiental. Les protestes veïnals i de col·lectius ecologistes es van ser incrementant fins que en 1986 una intervenció del grup ecologista Greenpeace va aconseguir situar la notícia de la contaminació de la Badia de Portman en els diaris nacionals.
En 1990, degut en part a la pressió veïnal i, també, a la baixa rendibilitat de la producció minera, es va produir el cessament definitiu de l'explotació de les mines. Al seu tancament, l'empresa Peñarroya va deixar després de si una serra en la qual havien desaparegut 50 kilòmetres quadrats de terreny convertits en un estèril paisatge lunar, una badia completament colmatada per 33 milions de metres cúbics de residus tòxics, una línia de costa que havia avançat 700 metres sobre el mar i un fons marí en el qual els sediments carregats de metalls pesants arribaven fins a 12 kilòmetres mar endins.
A mitjans de 2011, després de moltes promeses incomplides de regeneració de la badia de Portmán, es va presentar un gran projecte per convertir l'entorn de la badia en un resort turístic de luxe amb camps de golf, ports esportius i hotels.
A l'octubre de 2012, el projecte de regeneració està pendent d'adjudicació i compta amb consignació pressupostària per a la seva execució en 2013.
Després de la fi de la mineria, i amb el boom immobiliari d'Espanya (1997-2008), va sorgir una nova amenaça sobre la serra minera en forma de pressió urbanística, construcció d'infraestructures i incendis provocats. Des de la declaració del Parc Natural de Calblanque, Muntanya de les Cenizas i Penya de l'Àguila en 1992, el nombre d'incendis forestals provocats a la zona ha augmentat de forma molt greu, l'últim dels quals, a l'agost de 2011 ha afectat al 34% del total d'exemplars del xiprer de Cartagena de la zona. D'altra banda, la construcció d'un super-port de mercaderies en El Gorguel amenaça de degradar greument un centenar d'hectàrees de la serra de la Fausilla, protegida com Zona d'Especial Protecció per a les Aus (ZEPA) i Lloc d'Importància Comunitària (LIC).

## Patrimoni cultural industrial

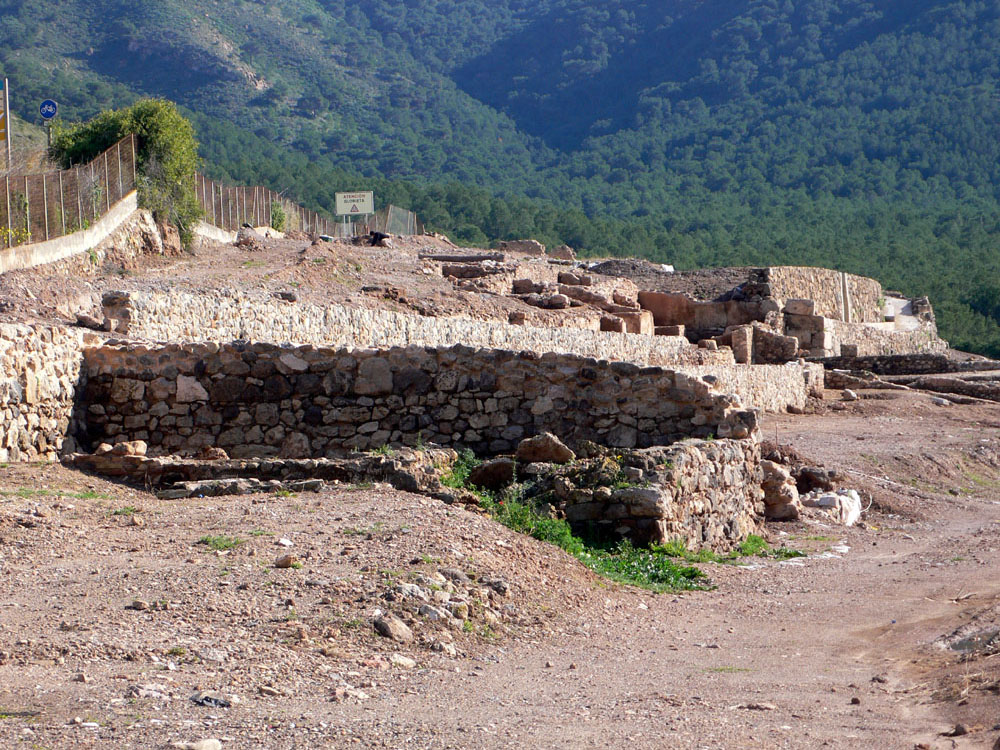
Vista general del jaciment de la Vil·la romana del Paturro.

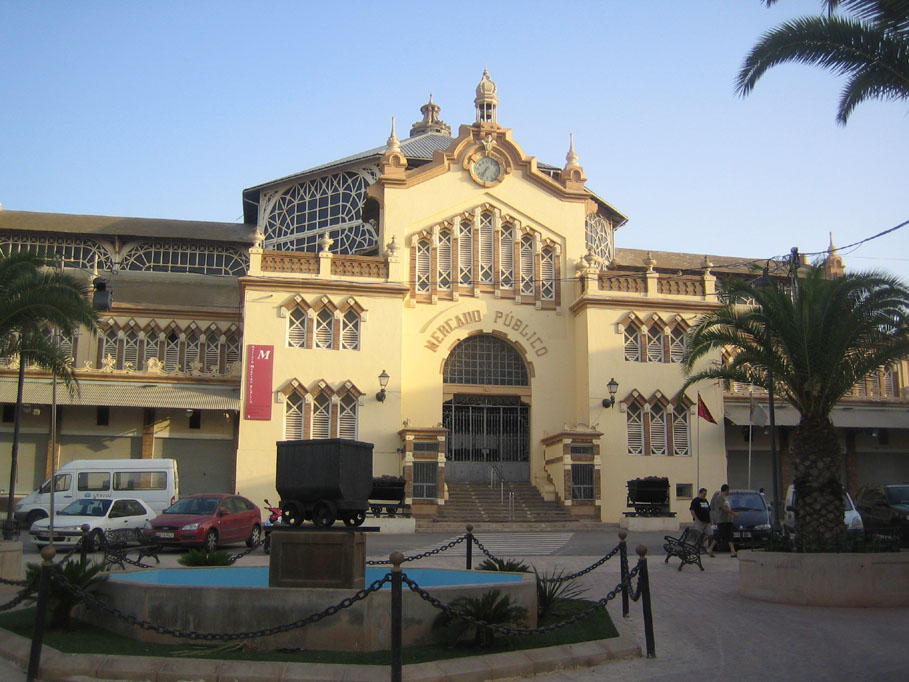
Mercat públic de La Unión, obra de Víctor Beltrí de 1901.

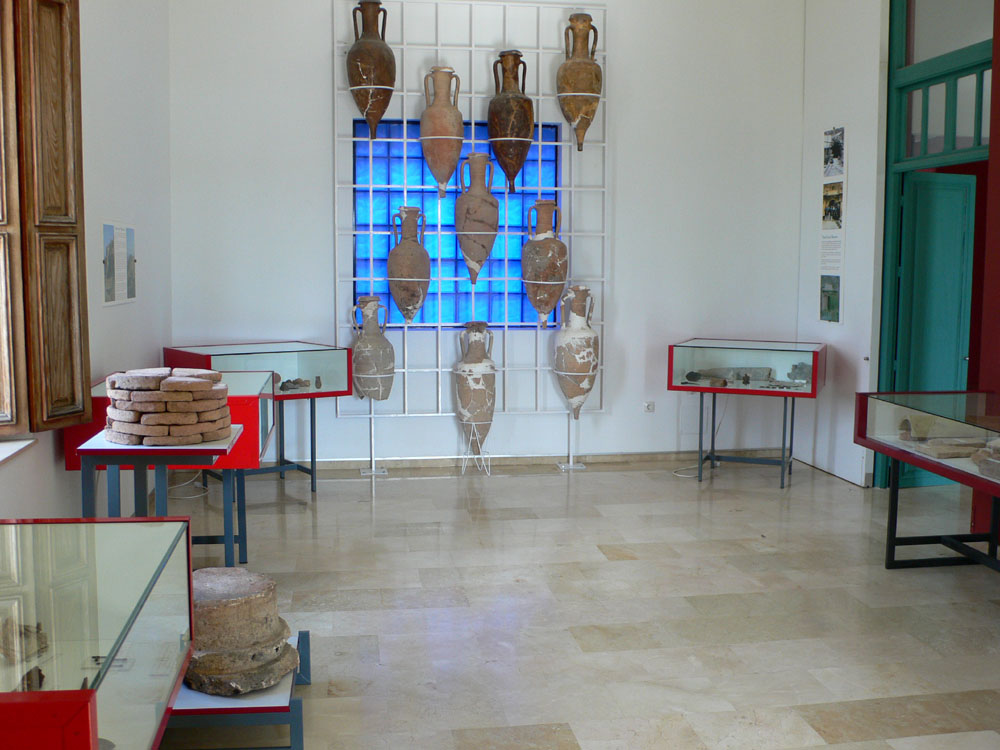
Museu Arqueològic de La Unión.

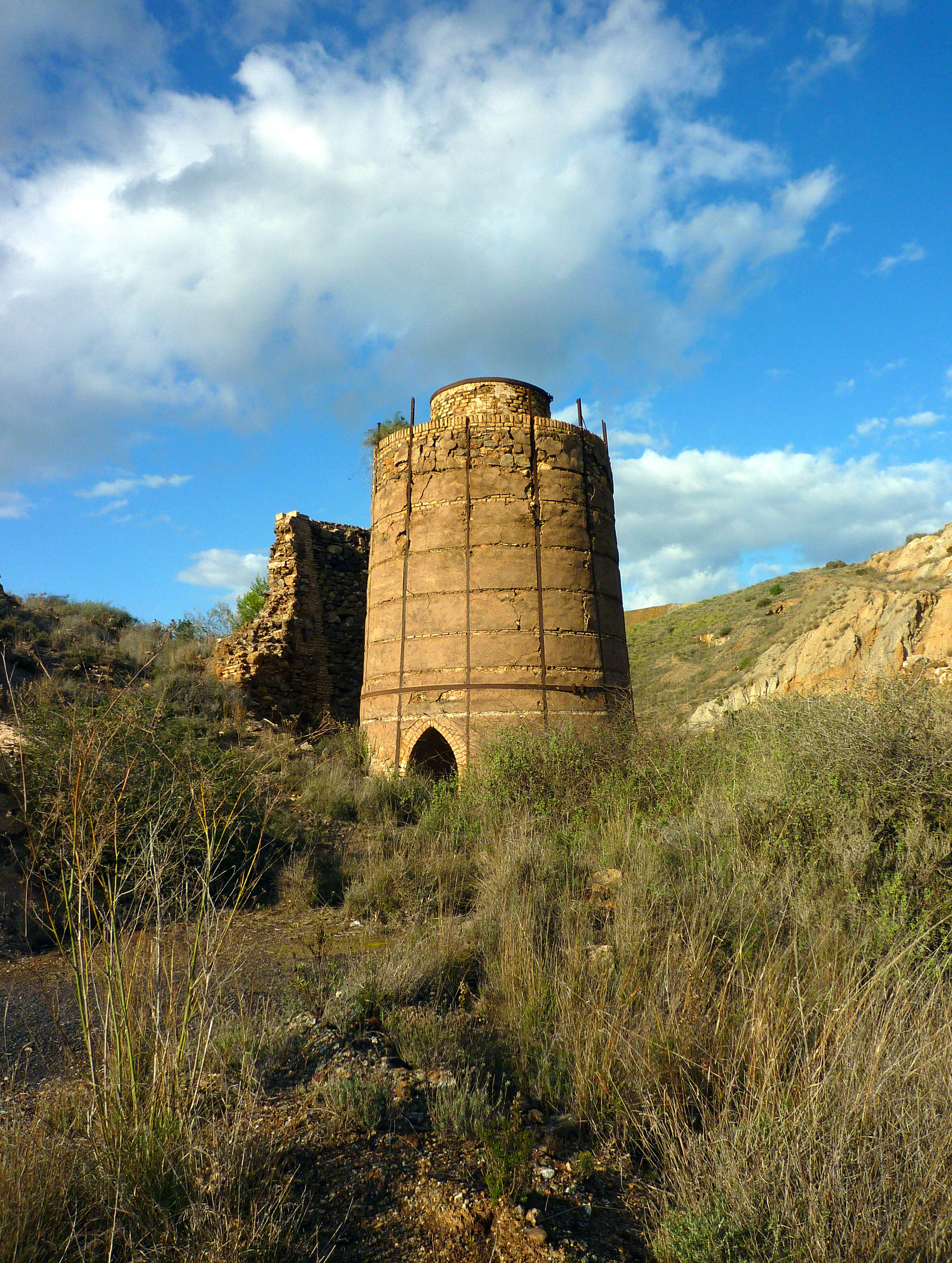
Forn de calcinació de la Mina Inocent.

Producte de la intensa activitat humana a través dels segles, la serra minera de Cartagena-La Unión atresora un valuós llegat històric, arqueològic i cultural relacionat amb la mineria. Es poden destacar:

### Jaciments arqueològics
- Vil·la romana del Paturro en Portman. Vil·la romana que en època de la República Romana estava relacionada amb l'activitat minera de la zona. En l'actualitat, en 2009, es troba en procés de restauració i musealització.

### Arquitectura
- L'antic Mercat públic de La Unión. Obra fonamental del Modernisme a Cartagena i La Unión a la Regió de Múrcia de l'arquitecte Víctor *Beltrí de 1907.
- Casa del Pinyó de La Unión. Obra de Pedro Cerdan de 1899. Segons la llegenda, a l'interior es conserva una cúpula metàl·lica dissenyada per l'enginyer francès Gustave Eiffel, encara que aquesta dada no es pot confirmar documentalment.[48]
- Casa de l'Oncle Llop. Obra del modernisme a Cartagena i La Unión de Víctor Beltrí de 1913 en Portman.

### Museus
La Unión compta amb tres museus relacionats amb la mineria:
- Museu Arqueològic de La Unión, situat en Portman. Es tracta d'un petit museu en el qual es conserven algunes restes de les explotacions romanes de les mines, així com el mosaic descobert en 1969 en la Vil·la del Paturro.
- Museu Miner de La Unión. Posseeix una interessant col·lecció de minerals, instrumental miner i maquetes a escala dels processos d'extracció i rentada de mineral.
- Museu Etnològic de La Unión situat en Roche.

### Patrimoni industrial miner
Dispers per tota la serra es troben multitud de restes del passat industrial recent de la mineria a la zona: instal·lacions, realitzades en maó vist i ferro, entre les quals es troben:
- Castellets: Estructures verticals que se situen sobre un pou per permetre les maniobres d'extracció del mineral.
- Pous miners d'accés a les mines.
- Xemeneies per a l'evacuació de gasos produïts durant la fosa del mineral.
- Safaretjos de mineral. Llocs on se separava la mena de la ganga.
- Forns de calcinació i foses.
- Polvorins on es guardaven substàncies explosives.

Gairebé tots aquests elements es troben en estat molt ruïnós per l'abandó de l'activitat minera, encara que alguns han estat recentment restaurats i són visitables.

### Centres d'interpretació de la mineria
Algunes instal·lacions industrials han estat recuperades o estan en procés de ser-ho:
- Mina Agrupa Vicenta. Mina de pirita en galeria en el municipi de La Unión. Inaugurada a l'estiu de 2010.
- Centre d'interpretació de la mina Les Matildes. Situada en El Pla del Beal.

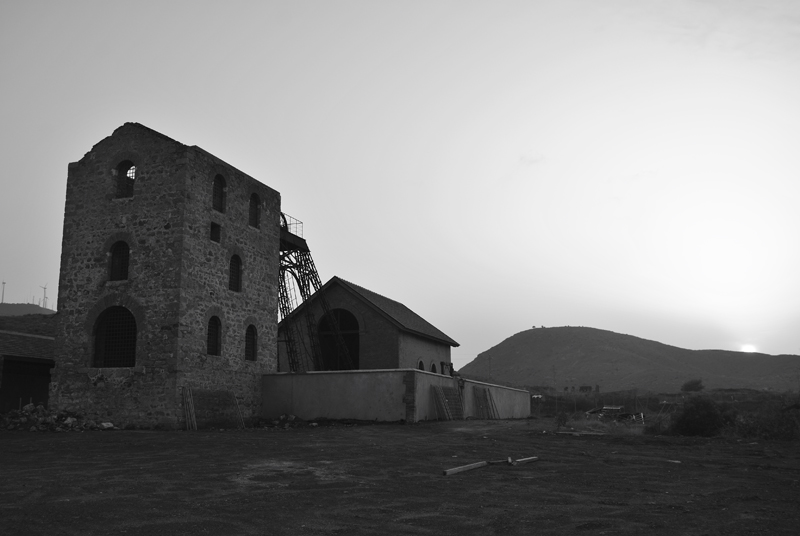
Centre d'interpretació de la mina Las Matildes.
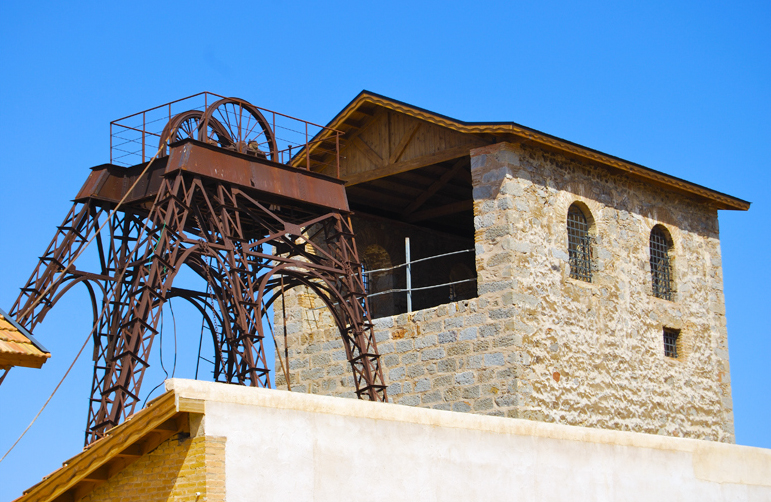
Centre d'interpretació de la mina Las Matildes.
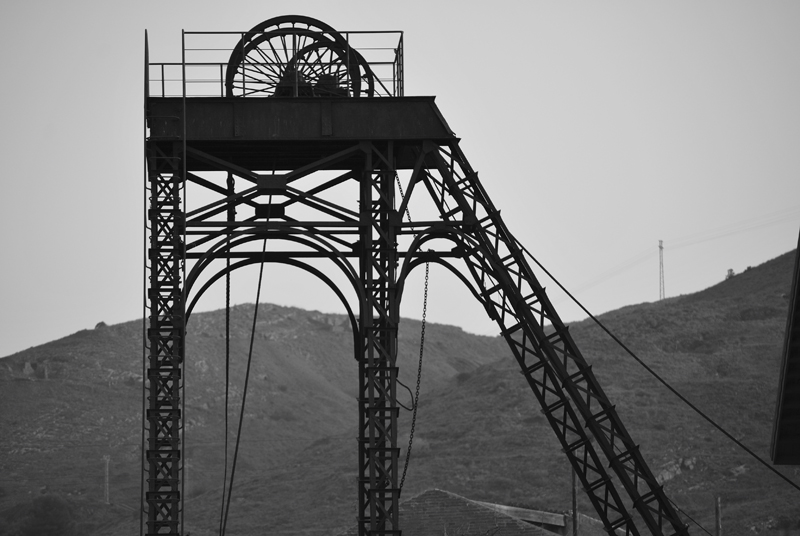
Detall d'un castellet. Centre d'interpretació de la mina Las Matildes.
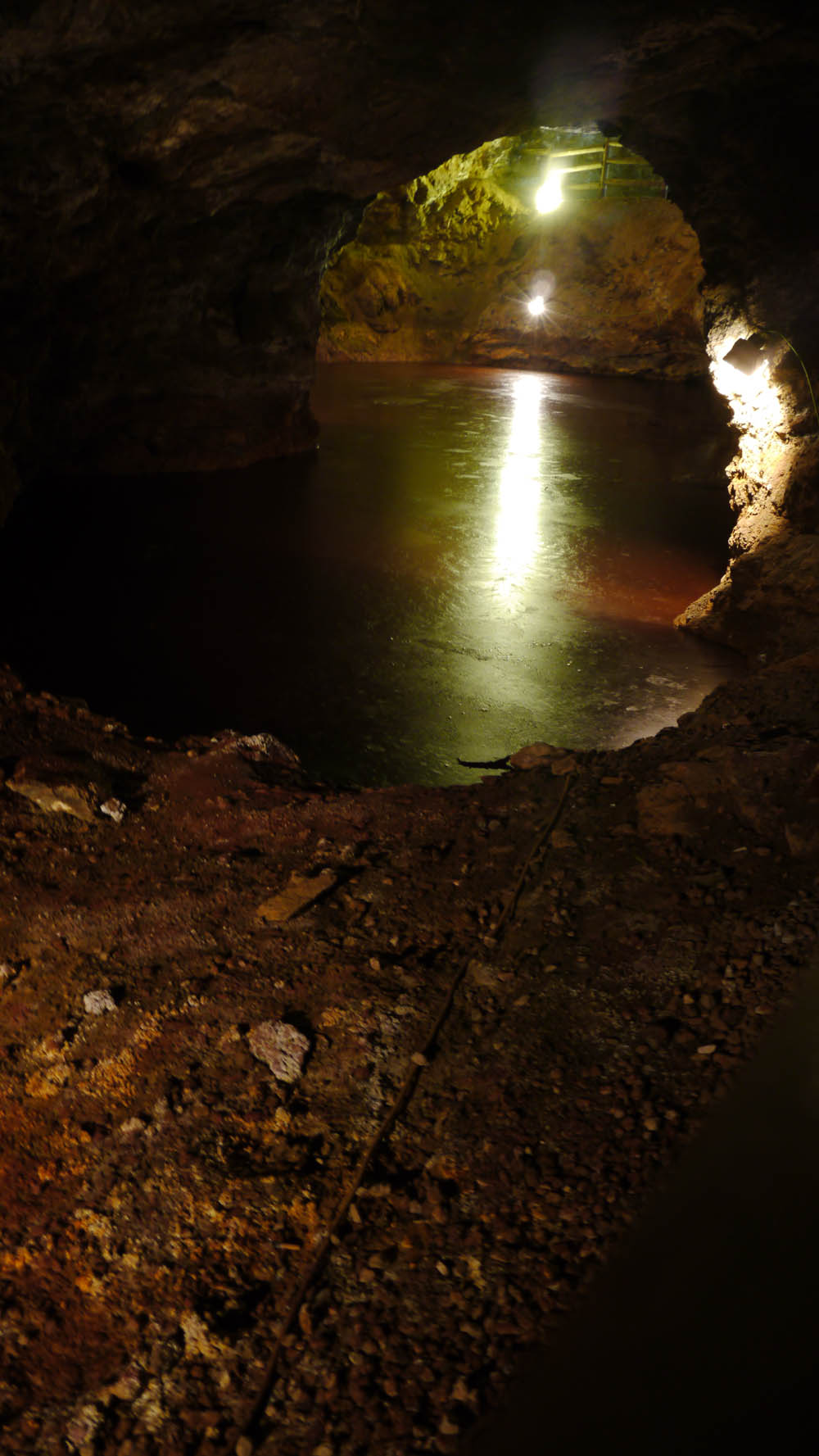
Llac àcid en l'interior de la Mina Agrupa Vicenta.

### El cant de les mines

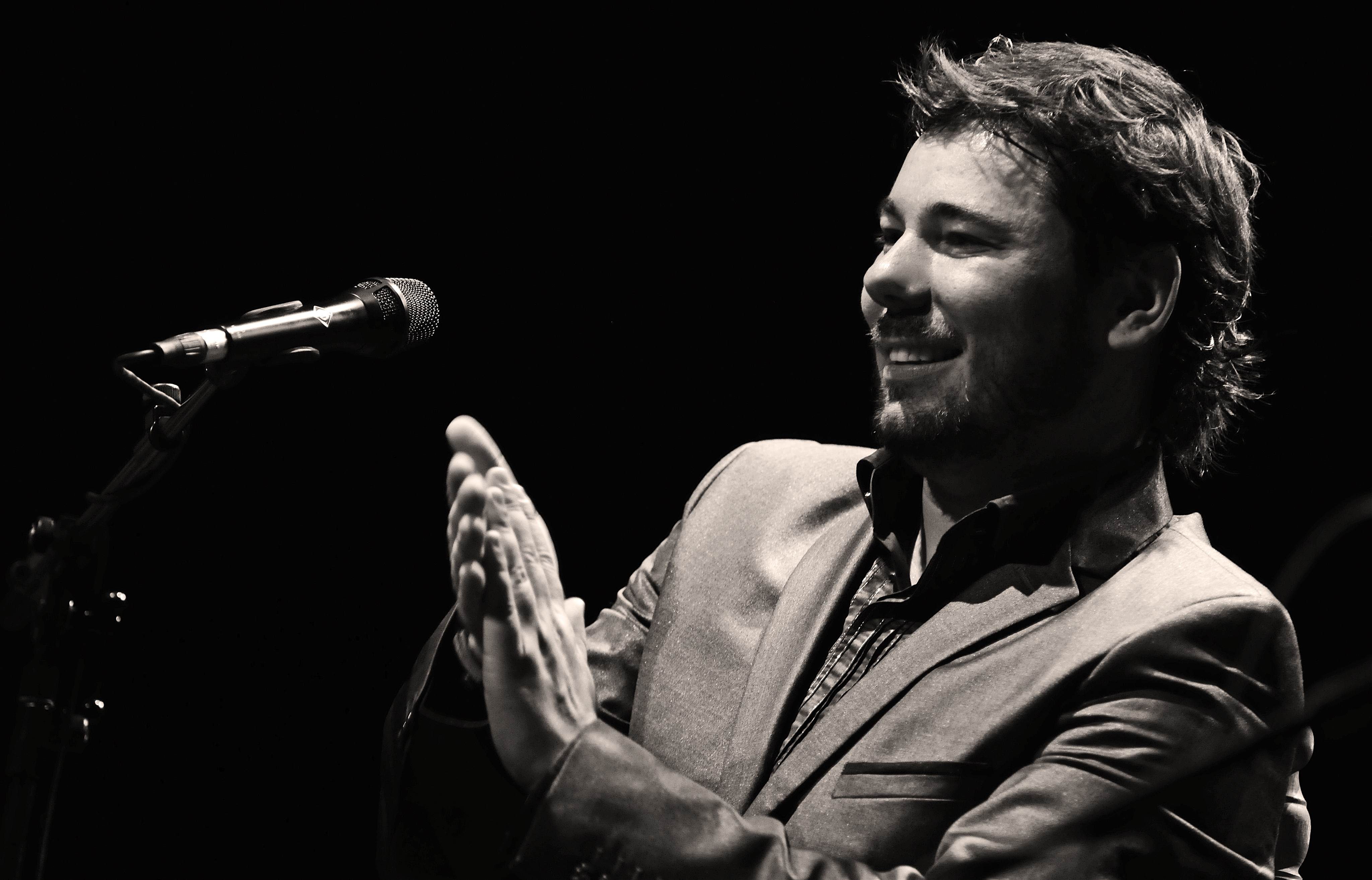
Miguel Poveda, guanyador del festival del cant de les mines en 1993.

Amb l'obertura de jaciments miners al segle xix, milers d'obrers andalusos, especialment de les províncies de Granada i Almeria, van emigrar a Cartagena i La Unión per treballar en les mines. Amb ells va arribar també a la zona el cant flamenc.
De la malaguenya, la granaína i el tarant d'Almeria, pals del flamenc hereus del fandango, portats pels obrers andalusos i el seu contacte amb els fandangos locals, van néixer els denominats cants miner-llevantins. Els més destacables són:
- La taranta: Cant difícil, llarg i de profunda fondària procedent del fandango d'Almeria.
- La minera: Cant també difícil i profund basat en les penalitats del treball en la mina.
- La cartaginesa: Procedeix de l'aflamencament" dels fandangos locals del segle xviii. No tracta temes miners.
- El fandango miner.
- La llevantica.
- La murciana.

Des de l'any 1961 se celebra en La Unión tots els mesos d'agost el Festival Internacional del Cant de les Mines. En aquest festival es rememoren aquells cants, que sofridament alçaven els avantpassats miners durant el seu llarg dia de treball dins de la mina i s'ha convertit en un dels festivals més importants del món del cant flamenc.
Al novembre de 2010, el flamenc va ser declarat per la UNESCO patrimoni cultural immaterial de la Humanitat.

## Protecció legal

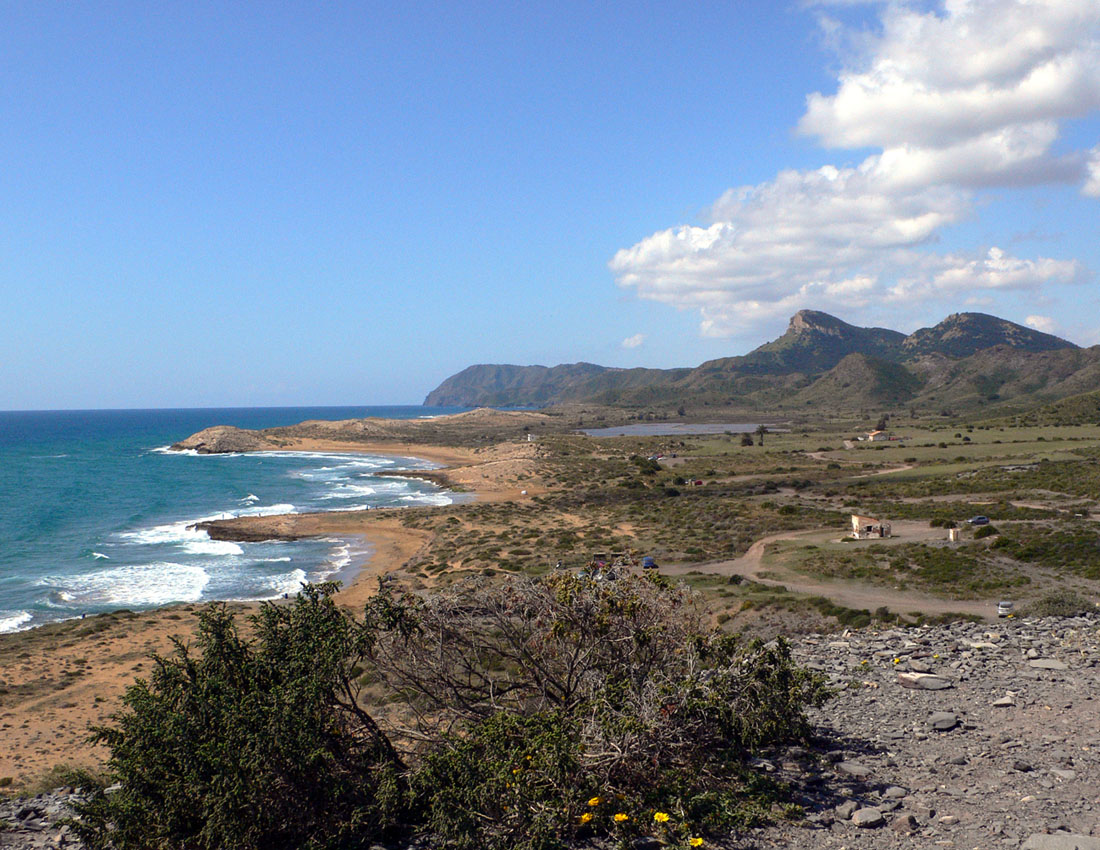
Vista del Parc Natural de Calblanque.

### Protecció com a lloc històric
Pels seus valors geològics i històric-industrials, així com per la intensa transformació del paisatge generada per l'activitat minera, la serra minera ha estat declarada Bé d'interès cultural (BIC) per Decret de 30 d'abril de 2009 del Consell de Govern de la Comunitat Autònoma de la Regió de Múrcia, amb categoria de lloc històric.

### Protecció mediambiental
Pel que es refereix a la protecció mediambiental, malgrat el tremend impacte ecològic generat per les labors mineres, la serra de Cartagena-La Unión conserva encara importants valors naturals.
- Parc natural de Calblanque, Muntanya de les Cenizas i Penya de l'Àguila.

A la zona oriental de la Serra Minera, des de Portman fins a Cala Reona, s'ha delimitat l'espai de Calblanque, Muntanya de les Cenizas i Penya de l'Àguila, protegit amb les categories de parc natural i LIC (Lloc d'Importància Comunitària).
A més, recentment, s'ha proposat la seva declaració com reserva de la biosfera per la Unesco.
- Serra de la Fausilla.

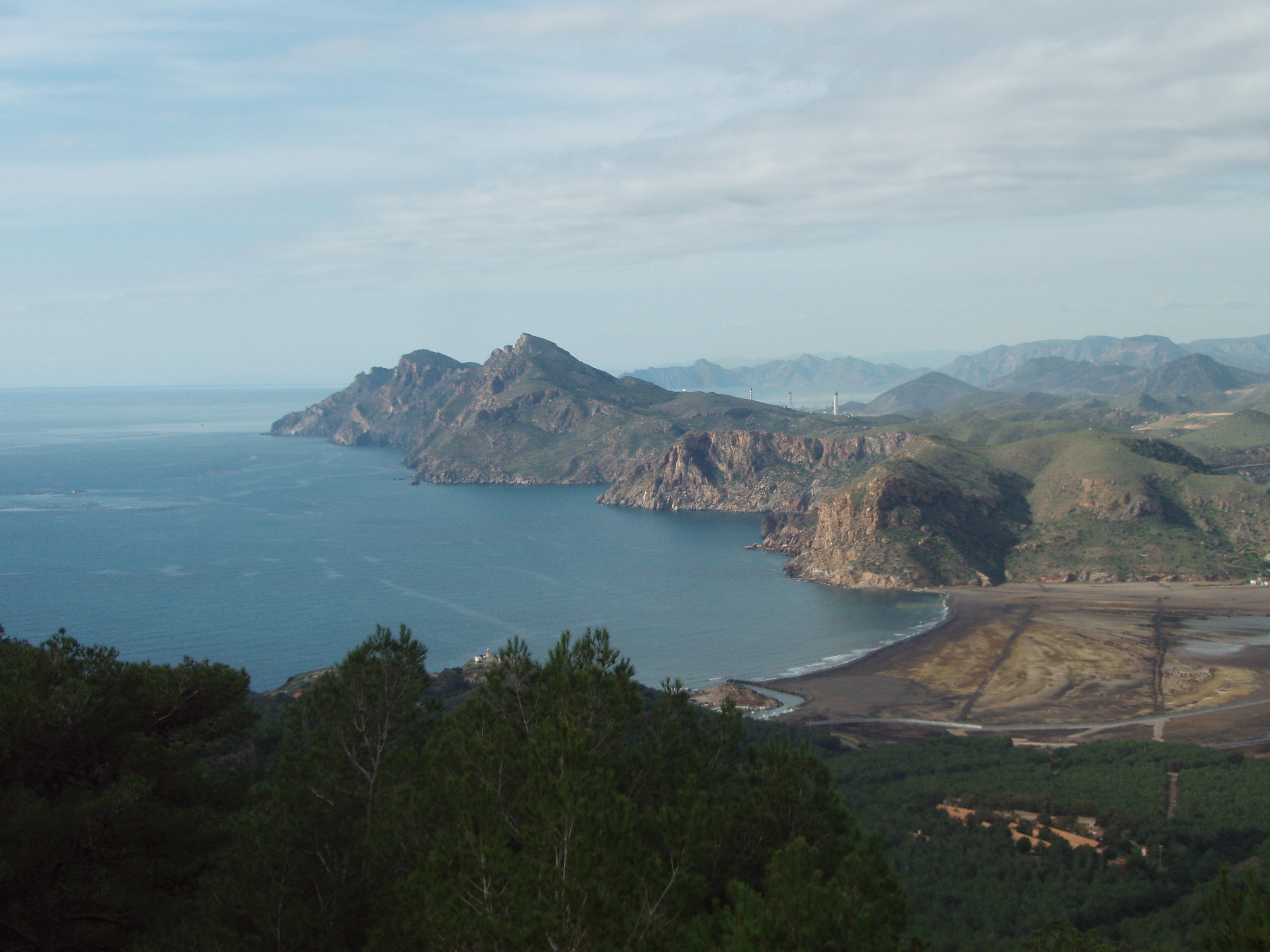
Serra de la Fausilla vista des del cim de Las Cenizas. En el centre la badia de Portman colmatada per residus miners.

D'altra banda, a l'oest de Portman, es troba la serra de la Fausilla protegida com Zona d'Especial Protecció per a les Aus.
- Microrreserves botàniques.

Finalment, amb la finalitat de protegir l'excepcional diversitat vegetal de la serra, s'ha proposat la declaració de set microrreserves botàniques, cinc en el municipi de Cartagena i dos en el de la Unión:
- Dunes del Rasall (Cartagena).[58]
- Roquedos i fruticedes de la Porpuz (Cartagena).[59]
- Sabinar de xiprer de Cartagena (Cartagena).[60]
- Pasturatges de El Llano de El Beal (Cartagena).[61]
- Farigoles i fruticeda d'Atamaria i Muntanya de les Cenizas (Cartagena).[62]
- Fruticedes del Cabezo de la Galera y Cola del Caballo (La Unión).[63]
- Cuesta de Las Lajas (La Unión).[64]